# Borussia Dortmund/Zahlen und Fakten
Dieser Artikel dient der Darstellung bedeutender Statistiken zu Borussia Dortmund, für die im Hauptartikel nur wenig Platz ist. An wichtigen Stellen wird dort auf einzelne Abschnitte dieser Datensammlung verlinkt.

## Titel und Erfolge

### Meisterschaftserfolge
Deutsche Fußballmeisterschaft
- Deutscher Meister (8):
  - 1956 (4:2 gegen den Karlsruher SC, Bilanz: 6 Spiele, 4 Siege, 1 Unentschieden, 1 Niederlagen, 18:3 Tore, 9:3 Punkte, bessere Tordifferenz vor Hamburger SV)
  - 1957 (4:1 gegen den Hamburger SV, Bilanz: 3 Spiele, 3 Siege, 0 Unentschieden, 0 Niederlagen, 7:4 Tore, 6:0 Punkte, 2 Punkte Vorsprung vor Kickers Offenbach)
  - 1963 (3:1 gegen den 1. FC Köln, Bilanz: 6 Spiele, 4 Siege, 1 Unentschieden, 1 Niederlage, 15:7 Tore, 9:3 Punkte, 3 Punkte Vorsprung vor TSV 1860 München)
  - 1995 (vor Werder Bremen Bilanz: 34 Spiele, 20 Siege, 9 Unentschieden, 5 Niederlagen, 67:33 Tore, 49:19 Punkte, 1 Punkt Vorsprung)
  - 1996 (vor dem FC Bayern München Bilanz: 34 Spiele, 19 Siege, 11 Unentschieden, 4 Niederlagen, 76:38 Tore, 68 Punkte, 6 Punkte Vorsprung)
  - 2002 (vor Bayer 04 Leverkusen Bilanz: 34 Spiele, 21 Siege, 7 Unentschieden, 6 Niederlagen, 62:33 Tore, 70 Punkte, 1 Punkt Vorsprung)
  - 2011 (vor Bayer 04 Leverkusen Bilanz: 34 Spiele, 23 Siege, 6 Unentschieden, 5 Niederlagen, 67:22 Tore, 75 Punkte, 7 Punkte Vorsprung)
  - 2012 (vor dem FC Bayern München Bilanz: 34 Spiele, 25 Siege, 6 Unentschieden, 3 Niederlagen, 80:25 Tore, 81 Punkte, 8 Punkte Vorsprung)
- Deutscher Vizemeister (11):
  - 1949 (2:3 n. V. gegen den VfR Mannheim, HF: 0:0 n. V. und 4:1 gegen den 1. FC Kaiserslautern)
  - 1961 (0:3 gegen den 1. FC Nürnberg, Bilanz: 6 Spiele, 3 Siege, 1 Unentschieden, 2 Niederlagen, 19:12 Tore, 7:5 Tore, besserer Torquotient vor Eintracht Frankfurt)
  - 1966 (hinter dem TSV 1860 München Bilanz: 34 Spiele, 19 Siege, 9 Unentschieden, 6 Niederlagen, 70:36 Tore, 47:21 Punkte, 3 Punkte Rückstand)
  - 1992 (hinter dem VfB Stuttgart Bilanz: 38 Spiele, 20 Siege, 12 Unentschieden, 6 Niederlagen, 66:47 Tore, 52:24 Punkte, Punktgleichheit, schlechtere Tordifferenz)
  - 2013 (hinter dem FC Bayern München Bilanz: 34 Spiele, 19 Siege, 9 Unentschieden, 6 Niederlagen, 81:42 Tore, 66 Punkte, 25 Punkte Rückstand)
  - 2014 (hinter dem FC Bayern München Bilanz: 34 Spiele, 22 Siege, 5 Unentschieden, 7 Niederlagen, 80:38 Tore, 71 Punkte, 19 Punkte Rückstand)
  - 2016 (hinter dem FC Bayern München Bilanz: 34 Spiele, 24 Siege, 6 Unentschieden, 4 Niederlagen, 82:34 Tore, 78 Punkte, 10 Punkte Rückstand)
  - 2019 (hinter dem FC Bayern München Bilanz: 34 Spiele, 23 Siege, 7 Unentschieden, 4 Niederlagen, 81:44 Tore, 76 Punkte, 2 Punkte Rückstand)
  - 2020 (hinter dem FC Bayern München Bilanz: 34 Spiele, 21 Siege, 6 Unentschieden, 7 Niederlagen, 84:41 Tore, 69 Punkte, 13 Punkte Rückstand)
  - 2022 (hinter dem FC Bayern München Bilanz: 34 Spiele, 22 Siege, 3 Unentschieden, 9 Niederlagen, 85:52 Tore, 69 Punkte, 8 Punkte Rückstand)
  - 2023 (hinter dem FC Bayern München Bilanz: 34 Spiele, 22 Siege, 5 Unentschieden, 7 Niederlagen, 83:44 Tore, 71 Punkte, Punktgleichheit, schlechtere Tordifferenz)
- Herbstmeister der 1. Bundesliga (Tabellenführer nach der Hinrunde) (4):
  - 1994 – 1994/1995
  - 1995 – 1995/1996
  - 2010 – 2010/2011
  - 2018 – 2018/2019

Meisterschaftserfolge vor Einführung der Fußball-Bundesliga – nur höchste Spielklasse bei einheitlichem Ligensystem
Westdeutsche Meisterschaft
- Westdeutscher Meister (6):
  - 1948 (vor den Sportfreunden Katernberg Bilanz: 24 Spiele, 17 Siege, 2 Unentschieden, 5 Niederlagen, 62:22 Tore, 36:12 Punkte, 2 Punkte Vorsprung)
  - 1949 (vor Rot-Weiss Essen Bilanz: 24 Spiele, 17 Siege, 4 Unentschieden, 3 Niederlagen, 79:30 Tore, 38:10 Punkte, 8 Punkte Vorsprung)
  - 1950 (vor Preußen Dellbrück Bilanz: 30 Spiele, 20 Siege, 3 Unentschieden, 7 Niederlagen, 76:36 Tore, 43:17 Punkte, 4 Punkte Vorsprung)
  - 1953 (vor dem 1. FC Köln Bilanz: 30 Spiele, 20 Siege, 6 Unentschieden, 4 Niederlagen, 87:36 Tore, 46:14 Punkte, 3 Punkte Vorsprung)
  - 1956 (vor dem FC Schalke 04 Bilanz: 30 Spiele, 20 Siege, 5 Unentschieden, 5 Niederlagen, 78:36 Tore, 45:15 Punkte, 4 Punkte Vorsprung)
  - 1957 (vor dem Duisburger SpV Bilanz: 30 Spiele, 17 Siege, 7 Unentschieden, 6 Niederlagen, 73:33 Tore, 41:19 Punkte, 2 Punkte Vorsprung)
- Westdeutscher Vizemeister (2):
  - 1961 (hinter dem 1. FC Köln Bilanz: 30 Spiele, 15 Siege, 9 Unentschieden, 6 Niederlagen, 70:46 Tore, 39:21 Punkte, 3 Punkte Rückstand)
  - 1963 (hinter dem 1. FC Köln Bilanz: 30 Spiele, 19 Siege, 2 Unentschieden, 9 Niederlagen, 77:39 Tore, 40:20 Punkte, 2 Punkte Rückstand)

Westfälische Meisterschaft
- Westfälischer Meister (1):
  - 1947 (3:2 gegen den FC Schalke 04) (Bilanz in der Landesliga Westfalen Staffel 2: 18 Spiele, 12 Siege, 5 Unentschieden, 1 Niederlage, 54:18 Tore, 29:7 Punkte, 3 Punkte Vorsprung vor SpVgg Erkenschwick)

Gauliga Westfalen
- Vizemeister der Gauliga Westfalen (damals höchste Spielklasse, einheitliches System) (2):
  - 1938 (hinter FC Schalke 04 Bilanz: 18 Spiele, 11 Siege, 4 Unentschieden, 3 Niederlagen, 45:28 Tore, 26:10 Punkte, 8 Punkte Rückstand)
  - 1942 (hinter FC Schalke 04 Bilanz: 18 Spiele, 11 Siege, 2 Unentschieden, 5 Niederlagen, 58:38 Tore, 24:12 Punkte, 8 Punkte Rückstand)

2. Bundesliga
- Vizemeister der 2. Bundesliga Nord (1):
  - 1976 (hinter Tennis Borussia Berlin Bilanz: 38 Spiele, 22 Siege, 8 Unentschieden, 8 Niederlagen, 93:37 Tore, 52:24 Punkte, 2 Punkte Rückstand)

Britische Zonenmeisterschaft
- Vizemeister Britische Zonenmeisterschaft (1):
  - 1947 (0:1 gegen den Hamburger SV, HF: 5:4 n. V. gegen VfR Köln 04 rrh.)
- 3. Platz der Britischen Zonenmeisterschaft (1):
  - 1948 (2:0 gegen Eintracht Braunschweig, HF: 2:2 n. V. und 0:1 gegen den FC St. Pauli)

Teilnahmen an Meisterschaftsendrunden
- Teilnahmen an der Endrunde um die deutsche Meisterschaft (7): 1949, 1950, 1953, 1956, 1957, 1961, 1963
- Teilnahmen an der Britischen Zonenmeisterschaft (2): 1947, 1948

Platzierungen in ewigen Tabellen
- Ewige Tabelle der Bundesliga: Platz 2 (Spielzeiten 1963/64 bis 1971/72 und seit 1976/77) (Bilanz: 1866 Spiele, 847 Siege, 467 Unentschieden, 552 Niederlagen, 3376:2625 Tore, 3008 Punkte, Ø-Pkt. 1,61 [drittbester Punkteschnitt der Bundesliga], beste Platzierung fünfmal Meister)
- Ewige Tabelle der Oberliga West: Platz 1 (Spielzeiten 1947/48 bis 1962/63) (Bilanz: 468 Spiele, 253 Siege, 94 Unentschieden, 121 Niederlagen, 1139:686 Tore, 600:336 Punkte, beste Platzierung sechsmal Meister)
- Ewige Tabelle der Gauliga Westfalen: Platz 3 (Spielzeiten 1936/37 bis 1944/45) (Bilanz: 148 Spiele, 69 Siege, 27 Unentschieden, 52 Niederlagen, 377:319 Tore, 165:131 Punkte) (beste Platzierung 2.)
- Ewige Tabelle der 2. Bundesliga: Platz 88 (Spielzeiten 1974/75 und 1975/76) (Bilanz: 76 Spiele, 39 Siege, 20 Unentschieden, 17 Niederlagen, 158:81 Tore, 137 Punkte, Ø-Pkt. 1,8 drittbester Punkteschnitt der 2. Bundesliga, beste Platzierung 2.)
- Ewige Tabelle der zweitklassigen Regionalliga West: Platz 29 (Spielzeiten 1972/73 und 1973/74) (Bilanz: 68 Spiele, 31 Siege, 16 Unentschieden, 21 Niederlagen, 140:95 Tore, 78:58 Punkte, Ø-Pkt. 1,15 (2-Punkteregel) zehntbester Punkteschnitt, beste Platzierung 4.)

### Nationale Pokalerfolge DFB und DFL
DFB-Vereinspokal
- Sieger des DFB-Pokals (5):
  - 1965 (2:0 gegen Alemannia Aachen)
  - 1989 (4:1 gegen Werder Bremen)
  - 2012 (5:2 gegen den FC Bayern München)
  - 2017 (2:1 gegen Eintracht Frankfurt)
  - 2021 (4:1 gegen RB Leipzig)
- Finalist im DFB-Pokal (5):
  - 1963 (0:3 gegen den Hamburger SV)
  - 2008 (1:2 n. V. gegen den FC Bayern München)
  - 2014 (0:2 n. V. gegen den FC Bayern München)
  - 2015 (1:3 gegen den VfL Wolfsburg)
  - 2016 (0:0 n. V. 3:4 n. E. gegen den FC Bayern München)
- Halbfinale im DFB-Pokal (15; 10/5):
  - 1963 (2:0 gegen Werder Bremen)
  - 1965 (4:2 gegen den 1. FC Nürnberg)
  - 1968 (0:3 gegen den 1. FC Köln)
  - 1975 (1:2 n. V. gegen den MSV Duisburg)
  - 1980 (1:3 gegen Fortuna Düsseldorf)
  - 1983 (0:5 gegen Fortuna Köln)
  - 1986 (1:4 gegen den VfB Stuttgart)
  - 1989 (2:0 gegen den VfB Stuttgart)
  - 2008 (3:0 gegen den FC Carl Zeiss Jena)
  - 2012 (1:0 n. V. gegen die SpVgg Greuther Fürth)
  - 2014 (2:0 gegen den VfL Wolfsburg)
  - 2015 (1:1 n. V. 2:0 n. E. gegen den FC Bayern München)
  - 2016 (3:0 gegen Hertha BSC)
  - 2017 (3:2 gegen den FC Bayern München)
  - 2021 (5:0 gegen Holstein Kiel)

- Ewige Tabelle des DFB-Pokals: Platz 6 in 63 Spielzeiten, Bilanz: 199 Spiele, 125 Siege, 20 Unentschieden, 54 Niederlagen, 483:254 Tore, 386 Punkte, Ø-Pkt. 1,98, überstandene Runden 130, bestes Ergebnis fünfmal Finalsieger

DFB-/DFL-Supercup
- Sieger des DFB-/DFL-Supercups (7):
  - 1989 (4:3 gegen den FC Bayern München)
  - 1995 (1:0 gegen Borussia Mönchengladbach)
  - 1996 (1:1 n. V. 4:3 n. E. gegen den 1. FC Kaiserslautern)
  - 2008 (2:1 gegen den FC Bayern München; inoffizielle Austragung)
  - 2013 (4:2 gegen den FC Bayern München)
  - 2014 (2:0 gegen den FC Bayern München)
  - 2019 (2:0 gegen den FC Bayern München)
- Finalist des DFB-/DFL-Supercups (6):
  - 2011 (0:0, 3:4 n. E. gegen den FC Schalke 04)
  - 2012 (1:2 gegen den FC Bayern München)
  - 2016 (0:2 gegen den FC Bayern München)
  - 2017 (2:2, 4:5 i. E.  gegen den FC Bayern München)
  - 2020 (2:3 gegen den FC Bayern München)
  - 2021 (1:3 gegen den FC Bayern München)

DFB-/DFL-Ligapokal
- Finalist im DFB-/DFL-Ligapokal (1):
  - 2003 (2:4 gegen den Hamburger SV)
- Halbfinale im DFB-/DFL-Ligapokal (5/1/4):
  - 1997 (0:2 gegen den FC Bayern München)
  - 1999 (0:1 gegen den FC Bayern München)
  - 2001 (1:2 gegen den FC Schalke 04)
  - 2002 (1:2 gegen Hertha BSC)
  - 2003 (1:0 gegen VfB Stuttgart)

Tschammer-Pokal
- Sieger der Qualifikationsrunde Westfalen für den Tschammer-Pokal (3):
  - 1937 (3:2 n. V. gegen VfL Geseke)
  - 1938 (2:0 gegen Rot-Weiß Oberhausen)
  - 1939 (4:2 gegen Alemannia Aachen)
- Finalist der Qualifikationsrunde Westfalen für den Tschammer-Pokal (2):
  - 1942 (1:4 gegen LSV Gütersloh)
  - 1944 (0:1 gegen SpVgg Röhlinghausen)
- Viertelfinale im Tschammer-Pokal (1):
  - 1937 (3:4 gegen Waldhof Mannheim)

WFLV-Verbandspokal
- Westdeutscher Pokalsieger (2):
  - 1963 (nach Platzierung im DFB-Pokal ermittelt)
  - 1965 (nach Platzierung im DFB-Pokal ermittelt; 2:0 gegen Alemannia Aachen)
- Finalist im WFLV-Pokal (2):
  - 1974 (1:2 gegen Arminia Bielefeld)

DFB-Hallenpokal
- Sieger DFB-Hallenpokals/der Deutschen Hallenmeisterschaft (4):
  - 1990 (5:3 gegen Bayer 05 Uerdingen, HF: 5:3 gegen Werder Bremen)
  - 1991 (4:4, 4:3 nach Achtmeterschießen gegen Werder Bremen, HF: 4:3 gegen Borussia Mönchengladbach)
  - 1992 (2:1 gegen den VfL Bochum, HF: 8:2 gegen den FC Bayern München)
  - 1999 (2:1 gegen den VfL Wolfsburg, HF: 1:0 gegen Rot-Weiß Oberhausen)
- Sonstige Leistungen im DFB-Hallenpokal/bei der Deutschen Hallenmeisterschaft (2):
  - 1993 (Halbfinale: 5:7 gegen VfB Stuttgart)
  - 1996 (4. Platz: 1:1, 3:5 nach Neunmeterschießen gegen Karlsruher SC, HF: 0:5 gegen TSV 1860 München)

### Internationale Erfolge UEFA und FIFA
UEFA Champions League
- Sieger der UEFA Champions League (1):
  - 1997 (3:1 gegen Juventus Turin)
- Finalist in der UEFA Champions League (2):
  - 2013 (1:2 gegen den FC Bayern München)
  - 2024 (0:2 gegen Real Madrid)
- Halbfinale in der UEFA Champions League (5; 3/2):
  - 1964 (2:2 und 0:2 gegen Inter Mailand)
  - 1997 (1:0 und 1:0 gegen Manchester United)
  - 1998 (0:2 und 0:0 gegen Real Madrid)
  - 2013 (4:1 und 0:2 gegen Real Madrid)
  - 2024 (1:0 und 1:0 gegen Paris Saint-Germain)

 Europapokal der Pokalsieger
- Sieger des UEFA Europapokal der Pokalsieger (1):
  - 1966 (2:1 n. V. gegen den FC Liverpool)
- Halbfinale im UEFA Europapokal der Pokalsieger (1; 1/0):
  - 1966 (2:1 und 3:1 gegen West Ham United)

UEFA Europa League
- Finalist im UEFA-Pokal (2):
  - 1993 (1:3 und 0:3 gegen Juventus Turin)
  - 2002 (2:3 gegen Feyenoord Rotterdam)
- Halbfinale im UEFA-Pokal (3; 2/1):
  - 1993 (2:0 und 0:2 n. V. 6:5 n. E. gegen AJ Auxerre)
  - 1995 (2:2 und 1:2 gegen Juventus Turin)
  - 2002 (4:0 und 1:3 gegen die AC Mailand)

Weltpokal und Toyota-Cup (FIFA-Klub-Weltmeisterschaft)
- Sieger des Europa-Südamerika-Weltpokal und Toyota-Cupsieger (1):
  - 1997 (2:0 gegen Cruzeiro Belo Horizonte)

UEFA Supercup
- Finalist im UEFA Super-Cup (1):
  - 1997 (0:2 und 1:1 gegen FC Barcelona)

Teilnahmen an Europapokal-Wettbewerben
- Teilnahmen an der UEFA Champions League (22): 1956/57, 1957/58, 1963/64, 1995/96, 1996/97, 1997/98, 1999/00, 2001/02, 2002/03, 2011/12, 2012/13, 2013/14, 2014/15, 2016/17, 2017/18, 2018/19, 2019/20, 2020/21, 2021/22, 2022/23, 2023/24, 2024/25
- Teilnahmen am Europapokal der Pokalsieger (3): 1965/66, 1966/67, 1989/90
- Teilnahmen an der UEFA Europa League (12+2): 1964/65, 1982/83, 1987/88, 1990/91, 1992/93, 1993/94, 1994/95, 1999/00 (nach Champions League), 2001/02 (nach Champions League), 2003/04 (in der Qualifikation zur Champions League gescheitert), 2008/09, 2010/11, 2015/16, 2021/22 (in der Gruppenphase der Champions League gescheitert)
- Teilnahmen am UEFA Super-Cup (1): 1997/1998
- Teilnahmen am Weltpokal (1): 1997
- Teilnahmen am Toyota-Cup (1): 1997
- Teilnahmen am UEFA Intertoto Cup (2): 2004, 2005
- Teilnahmen am Intertoto Cup (2): 1970, 1971

| Liste der Europapokalspiele von Borussia Dortmund | Liste der Europapokalspiele von Borussia Dortmund | Liste der Europapokalspiele von Borussia Dortmund | Liste der Europapokalspiele von Borussia Dortmund | Liste der Europapokalspiele von Borussia Dortmund | Liste der Europapokalspiele von Borussia Dortmund | Liste der Europapokalspiele von Borussia Dortmund |
| --- | ------------------------------------------------- | ------------------------------------------------- | ------------------------------------------------- | ------------------------------------------------- | ------------------------------------------------- | ------------------------------------------------- |
| \| Saison \| Wettbewerb \| Runde \| Gegner \| Gesamt \| Hin \| Rück \| \| --------- \| ----------------------------- \| ---------------------- \| ------------------------ \| --------------- \| -------------------- \| -------------------- \| \| 1956/57 \| Europapokal der Landesmeister \| Vorrunde \| Spora Luxemburg \| 12:5 \| 4:3 (H) \| 1:2 (A) \| \| 1956/57 \| Europapokal der Landesmeister \| Vorrunde \| Spora Luxemburg \| 12:5 \| 7:0 in Dortmund \| \| \| 1956/57 \| Europapokal der Landesmeister \| 1. Runde \| Manchester United \| 2:3 \| 2:3 (A) \| 0:0 (A) \| \| 1957/58 \| Europapokal der Landesmeister \| 1. Runde \| CCA Bukarest \| 8:6 \| 3:1 (H) \| 2:4 (A) \| \| 1957/58 \| Europapokal der Landesmeister \| 1. Runde \| CCA Bukarest \| 8:6 \| 3:1 in Bologna \| \| \| 1957/58 \| Europapokal der Landesmeister \| Viertelfinale \| AC Mailand \| 2:5 \| 1:1 (H) \| 1:4 (A) \| \| 1963/64 \| Europapokal der Landesmeister \| Vorrunde \| Lyn Oslo \| 7:3 \| 4:2 (A) \| 3:1 (H) \| \| 1963/64 \| Europapokal der Landesmeister \| 1. Runde \| Benfica Lissabon \| 6:2 \| 1:2 (A) \| 5:0 (H) \| \| 1963/64 \| Europapokal der Landesmeister \| Viertelfinale \| FK Dukla Prag \| 5:3 \| 4:0 (A) \| 1:3 (H) \| \| 1963/64 \| Europapokal der Landesmeister \| Halbfinale \| Inter Mailand \| 2:4 \| 2:2 (H) \| 0:2 (A) \| \| 1964/65 \| Messestädte-Pokal \| 1. Runde \| Girondins Bordeaux \| 4:3 \| 4:1 (H) \| 0:2 (A) \| \| 1964/65 \| Messestädte-Pokal \| 2. Runde \| Manchester United \| 1:10 \| 1:6 (H) \| 0:4 (A) \| \| 1965/66 \| Europapokal der Pokalsieger \| Vorrunde \| FC Floriana \| 13:1 \| 5:1 (A) \| 8:0 (H) \| \| 1965/66 \| Europapokal der Pokalsieger \| 1. Runde \| ZSKA Sofia \| 5:4 \| 3:0 (H) \| 2:4 (A) \| \| 1965/66 \| Europapokal der Pokalsieger \| Viertelfinale \| Atlético Madrid \| 2:1 \| 1:1 (A) \| 1:0 (H) \| \| 1965/66 \| Europapokal der Pokalsieger \| Halbfinale \| West Ham United \| 5:2 \| 2:1 (A) \| 3:1 (H) \| \| 1965/66 \| Europapokal der Pokalsieger \| Finale \| FC Liverpool \| 2:1 n. V. \| 2:1 n. V. in Glasgow \| 2:1 n. V. in Glasgow \| \| 1966/67 \| Europapokal der Pokalsieger \| 2. Runde \| Glasgow Rangers \| 1:2 \| 1:2 (A) \| 0:0 (H) \| \| 1987/88 \| UEFA-Pokal \| 1. Runde \| Celtic Glasgow \| 3:2 \| 1:2 (A) \| 2:0 (H) \| \| 1987/88 \| UEFA-Pokal \| 2. Runde \| FK Velež Mostar \| 3:2 \| 2:0 (H) \| 1:2 (A) \| \| 1987/88 \| UEFA-Pokal \| 3. Runde \| FC Brügge \| 3:5 \| 3:0 (H) \| 0:5 n. V. (A) \| \| 1989/90 \| Europapokal der Pokalsieger \| 1. Runde \| Beşiktaş Istanbul \| 3:1 \| 1:0 (A) \| 2:1 (H) \| \| 1989/90 \| Europapokal der Pokalsieger \| 2. Runde \| Sampdoria Genua \| 1:3 \| 1:1 (H) \| 0:2 (A) \| \| 1990/91 \| UEFA-Pokal \| 1. Runde \| Chemnitzer FC \| 4:0 \| 2:0 (H) \| 2:0 (A) \| \| 1990/91 \| UEFA-Pokal \| 2. Runde \| FC Universitatea Craiova \| 4:0 \| 3:0 (A) \| 1:0 (H) \| \| 1990/91 \| UEFA-Pokal \| 3. Runde \| RSC Anderlecht \| (a)2:2(a) \| 0:1 (A) \| 2:1 (H) \| \| 1992/93 \| UEFA-Pokal \| 1. Runde \| FC Floriana \| 8:2 \| 1:0 (A) \| 7:2 (H) \| \| 1992/93 \| UEFA-Pokal \| 2. Runde \| Celtic Glasgow \| 3:1 \| 1:0 (H) \| 2:1 (A) \| \| 1992/93 \| UEFA-Pokal \| 3. Runde \| Real Saragossa \| 4:3 \| 3:1 (H) \| 1:2 (A) \| \| 1992/93 \| UEFA-Pokal \| Viertelfinale \| AS Rom \| 2:1 \| 0:1 (A) \| 2:0 (H) \| \| 1992/93 \| UEFA-Pokal \| Halbfinale \| AJ Auxerre \| 2:2 (6:5 i. E.) \| 2:0 (H) \| 0:2 n. V. (A) \| \| 1992/93 \| UEFA-Pokal \| Finale \| Juventus Turin \| 1:6 \| 1:3 (H) \| 0:3 (A) \| \| 1993/94 \| UEFA-Pokal \| 1. Runde \| Spartak Wladikawkas \| 1:0 \| 0:0 (H) \| 1:0 (A) \| \| 1993/94 \| UEFA-Pokal \| 2. Runde \| NK Maribor \| 2:1 \| 0:0 (A) \| 2:1 (H) \| \| 1993/94 \| UEFA-Pokal \| 3. Runde \| Brøndby IF \| 2:1 \| 1:1 (A) \| 1:0 (H) \| \| 1993/94 \| UEFA-Pokal \| Viertelfinale \| Inter Mailand \| 3:4 \| 1:3 (H) \| 2:1 (A) \| \| 1994/95 \| UEFA-Pokal \| 1. Runde \| FC Motherwell \| 3:0 \| 1:0 (H) \| 2:0 (A) \| \| 1994/95 \| UEFA-Pokal \| 2. Runde \| ŠK Slovan Bratislava \| 4:2 \| 1:2 (A) \| 3:0 (H) \| \| 1994/95 \| UEFA-Pokal \| 3. Runde \| Deportivo La Coruña \| 3:2 \| 0:1 (A) \| 3:1 n. V. (H) \| \| 1994/95 \| UEFA-Pokal \| Viertelfinale \| Lazio Rom \| 2:1 \| 0:1 (A) \| 2:0 (H) \| \| 1994/95 \| UEFA-Pokal \| Halbfinale \| Juventus Turin \| 3:4 \| 2:2 (N) \| 1:2 (H) \| \| 1995/96 \| UEFA Champions League \| Gruppenphase \| Juventus Turin \| 3:4 \| 1:3 (H) \| 2:1 (A) \| \| 1995/96 \| UEFA Champions League \| Gruppenphase \| Glasgow Rangers \| 4:4 \| 2:2 (A) \| 2:2 (H) \| \| 1995/96 \| UEFA Champions League \| Gruppenphase \| Steaua Bukarest \| 1:0 \| 1:0 (H) \| 0:0 (A) \| \| 1995/96 \| UEFA Champions League \| Viertelfinale \| Ajax Amsterdam \| 0:3 \| 0:2 (H) \| 0:1 (A) \| \| 1996/97 \| UEFA Champions League \| Gruppenphase \| Widzew Łódź \| 4:3 \| 2:1 (H) \| 2:2 (A) \| \| 1996/97 \| UEFA Champions League \| Gruppenphase \| Steaua Bukarest \| 8:3 \| 3:0 (A) \| 5:3 (H) \| \| 1996/97 \| UEFA Champions League \| Gruppenphase \| Atlético Madrid \| 2:2 \| 1:0 (A) \| 1:2 (H) \| \| 1996/97 \| UEFA Champions League \| Viertelfinale \| AJ Auxerre \| 4:1 \| 3:1 (H) \| 1:0 (A) \| \| 1996/97 \| UEFA Champions League \| Halbfinale \| Manchester United \| 2:0 \| 1:0 (H) \| 1:0 (A) \| \| 1996/97 \| UEFA Champions League \| Finale \| Juventus Turin \| 3:1 \| 3:1 in München \| 3:1 in München \| \| 1997/98 \| UEFA Champions League \| Gruppenphase \| Galatasaray Istanbul \| 5:1 \| 1:0 (A) \| 4:1 (H) \| \| 1997/98 \| UEFA Champions League \| Gruppenphase \| Sparta Prag \| 7:1 \| 4:1 (H) \| 3:0 (A) \| \| 1997/98 \| UEFA Champions League \| Gruppenphase \| AC Parma \| 2:1 \| 0:1 (A) \| 2:0 (H) \| \| 1997/98 \| UEFA Champions League \| Viertelfinale \| FC Bayern München \| 1:0 \| 0:0 (A) \| 1:0 n. V. (H) \| \| 1997/98 \| UEFA Champions League \| Halbfinale \| Real Madrid \| 0:2 \| 0:2 (A) \| 0:0 (H) \| \| 1999/2000 \| UEFA Champions League \| 3. Qualifikationsrunde \| FK Teplice \| 2:0 \| 1:0 (A) \| 1:0 (H) \| \| 1999/2000 \| UEFA Champions League \| 1. Gruppenphase \| Feyenoord Rotterdam \| 2:2 \| 1:1 (A) \| 1:1 (H) \| \| 1999/2000 \| UEFA Champions League \| 1. Gruppenphase \| Boavista Porto \| 3:2 \| 3:1 (H) \| 0:1 (A) \| \| 1999/2000 \| UEFA Champions League \| 1. Gruppenphase \| Rosenborg Trondheim \| 2:5 \| 2:2 (A) \| 0:3 (H) \| \| 1999/2000 \| UEFA-Pokal \| 3. Runde \| Glasgow Rangers \| 2:2 (3:1 i. E.) \| 0:2 (A) \| 2:0 n. V. (H) \| \| 1999/2000 \| UEFA-Pokal \| Achtelfinale \| Galatasaray Istanbul \| 0:2 \| 0:2 (H) \| 0:0 (H) \| \| 2001/02 \| UEFA Champions League \| 3. Qualifikationsrunde \| Schachtar Donezk \| 5:1 \| 2:0 (A) \| 3:1 (H) \| \| 2001/02 \| UEFA Champions League \| 1. Gruppenphase \| Dynamo Kiew \| 3:2 \| 2:2 (A) \| 1:0 (H) \| \| 2001/02 \| UEFA Champions League \| 1. Gruppenphase \| FC Liverpool \| 0:2 \| 0:0 (H) \| 0:2 (A) \| \| 2001/02 \| UEFA Champions League \| 1. Gruppenphase \| Boavista Porto \| 3:3 \| 1:2 (A) \| 2:1 (H) \| \| 2001/02 \| UEFA-Pokal \| 3. Runde \| FC Kopenhagen \| 2:0 \| 1:0 (A) \| 1:0 (H) \| \| 2001/02 \| UEFA-Pokal \| Achtelfinale \| OSC Lille \| (a)1:1(a) \| 1:1 (A) \| 0:0 (H) \| \| 2001/02 \| UEFA-Pokal \| Viertelfinale \| Slovan Liberec \| 4:0 \| 0:0 (A) \| 4:0 (H) \| \| 2001/02 \| UEFA-Pokal \| Halbfinale \| AC Mailand \| 5:3 \| 4:0 (H) \| 1:3 (A) \| \| 2001/02 \| UEFA-Pokal \| Finale \| Feyenoord Rotterdam \| 2:3 \| 2:3 in Rotterdam \| 2:3 in Rotterdam \| \| 2002/03 \| UEFA Champions League \| 1. Gruppenphase \| FC Arsenal \| 2:3 \| 0:2 (A) \| 2:1 (H) \| \| 2002/03 \| UEFA Champions League \| 1. Gruppenphase \| AJ Auxerre \| 2:2 \| 2:1 (H) \| 0:1 (A) \| \| 2002/03 \| UEFA Champions League \| 1. Gruppenphase \| PSV Eindhoven \| 4:2 \| 3:1 (A) \| 1:1 (H) \| \| 2002/03 \| UEFA Champions League \| 2. Gruppenphase \| Lokomotive Moskau \| 5:1 \| 2:1 (A) \| 3:0 (H) \| \| 2002/03 \| UEFA Champions League \| 2. Gruppenphase \| AC Mailand \| 1:1 \| 0:1 (H) \| 1:0 (A) \| \| 2002/03 \| UEFA Champions League \| 2. Gruppenphase \| Real Madrid \| 2:3 \| 1:2 (A) \| 1:1 (H) \| \| 2003/04 \| UEFA Champions League \| 3. Qualifikationsrunde \| FC Brügge \| 3:3 (2:4 i. E.) \| 1:2 (A) \| 2:1 n. V. (H) \| \| 2003/04 \| UEFA-Pokal \| 1. Runde \| FK Austria Wien \| 3:1 \| 2:1 (A) \| 1:0 (H) \| \| 2003/04 \| UEFA-Pokal \| 2. Runde \| FC Sochaux \| 2:6 \| 2:2 (H) \| 0:4 (A) \| \| 2008/09 \| UEFA-Pokal \| 1. Runde \| Udinese Calcio \| 2:2 (3:4 i. E.) \| 0:2 (H) \| 2:0 n. V. (H) \| \| 2010/11 \| UEFA Europa League \| Play-offs \| FK Qarabağ Ağdam \| 5:0 \| 4:0 (H) \| 1:0 (A) \| \| 2010/11 \| UEFA Europa League \| Gruppenphase \| Karpaty Lwiw \| 7:3 \| 4:3 (A) \| 3:0 (H) \| \| 2010/11 \| UEFA Europa League \| Gruppenphase \| FC Sevilla \| 2:3 \| 0:1 (H) \| 2:2 (A) \| \| 2010/11 \| UEFA Europa League \| Gruppenphase \| Paris Saint-Germain \| 1:1 \| 1:1 (H) \| 0:0 (A) \| \| 2011/12 \| UEFA Champions League \| Gruppenphase \| FC Arsenal \| 2:3 \| 1:1 (H) \| 1:2 (A) \| \| 2011/12 \| UEFA Champions League \| Gruppenphase \| Olympique Marseille \| 2:6 \| 0:3 (A) \| 2:3 (H) \| \| 2011/12 \| UEFA Champions League \| Gruppenphase \| Olympiakos Piräus \| 2:3 \| 1:3 (A) \| 1:0 (H) \| \| 2012/13 \| UEFA Champions League \| Gruppenphase \| Ajax Amsterdam \| 5:1 \| 1:0 (H) \| 4:1 (A) \| \| 2012/13 \| UEFA Champions League \| Gruppenphase \| Manchester City \| 2:1 \| 1:1 (A) \| 1:0 (H) \| \| 2012/13 \| UEFA Champions League \| Gruppenphase \| Real Madrid \| 4:3 \| 2:1 (H) \| 2:2 (A) \| \| 2012/13 \| UEFA Champions League \| Achtelfinale \| Schachtar Donezk \| 5:2 \| 2:2 (A) \| 3:0 (H) \| \| 2012/13 \| UEFA Champions League \| Viertelfinale \| FC Málaga \| 3:2 \| 0:0 (A) \| 3:2 (H) \| \| 2012/13 \| UEFA Champions League \| Halbfinale \| Real Madrid \| 4:3 \| 4:1 (H) \| 0:2 (A) \| \| 2012/13 \| UEFA Champions League \| Finale \| FC Bayern München \| 1:2 \| 1:2 in London \| 1:2 in London \| \| 2013/14 \| UEFA Champions League \| Gruppenphase \| SSC Neapel \| 4:3 \| 1:2 (A) \| 3:1 (H) \| \| 2013/14 \| UEFA Champions League \| Gruppenphase \| Olympique Marseille \| 5:1 \| 3:0 (H) \| 2:1 (A) \| \| 2013/14 \| UEFA Champions League \| Gruppenphase \| FC Arsenal \| 2:2 \| 2:1 (A) \| 0:1 (H) \| \| 2013/14 \| UEFA Champions League \| Achtelfinale \| Zenit St. Petersburg \| 5:4 \| 4:2 (A) \| 1:2 (H) \| \| 2013/14 \| UEFA Champions League \| Viertelfinale \| Real Madrid \| 2:3 \| 0:3 (A) \| 2:0 (H) \| \| 2014/15 \| UEFA Champions League \| Gruppenphase \| FC Arsenal \| 2:2 \| 2:0 (H) \| 0:2 (A) \| \| 2014/15 \| UEFA Champions League \| Gruppenphase \| RSC Anderlecht \| 4:1 \| 3:0 (A) \| 1:1 (H) \| \| 2014/15 \| UEFA Champions League \| Gruppenphase \| Galatasaray Istanbul \| 8:1 \| 4:0 (A) \| 4:1 (H) \| \| 2014/15 \| UEFA Champions League \| Achtelfinale \| Juventus Turin \| 1:5 \| 1:2 (A) \| 0:3 (H) \| \| 2015/16 \| UEFA Europa League \| 3. Qualifikationsrunde \| Wolfsberger AC \| 6:0 \| 1:0 (A) \| 5:0 (H) \| \| 2015/16 \| UEFA Europa League \| Play-offs \| Odds BK \| 11:5 \| 4:3 (A) \| 7:2 (H) \| \| 2015/16 \| UEFA Europa League \| Gruppenphase \| FK Krasnodar \| 2:2 \| 2:1 (H) \| 0:1 (A) \| \| 2015/16 \| UEFA Europa League \| Gruppenphase \| PAOK Thessaloniki \| 1:2 \| 1:1 (A) \| 0:1 (H) \| \| 2015/16 \| UEFA Europa League \| Gruppenphase \| FK Qəbələ \| 7:1 \| 3:1 (A) \| 4:0 (H) \| \| 2015/16 \| UEFA Europa League \| Sechzehntelfinale \| FC Porto \| 3:0 \| 2:0 (H) \| 1:0 (A) \| \| 2015/16 \| UEFA Europa League \| Achtelfinale \| Tottenham Hotspur \| 5:1 \| 3:0 (H) \| 2:1 (A) \| \| 2015/16 \| UEFA Europa League \| Viertelfinale \| FC Liverpool \| 4:5 \| 1:1 (H) \| 3:4 (A) \| \| 2016/17 \| UEFA Champions League \| Gruppenphase \| Legia Warschau \| 14:4 \| 6:0 (A) \| 8:4 (H) \| \| 2016/17 \| UEFA Champions League \| Gruppenphase \| Real Madrid \| 4:4 \| 2:2 (H) \| 2:2 (A) \| \| 2016/17 \| UEFA Champions League \| Gruppenphase \| Sporting Lissabon \| 3:1 \| 2:1 (A) \| 1:0 (H) \| \| 2016/17 \| UEFA Champions League \| Achtelfinale \| Benfica Lissabon \| 4:1 \| 0:1 (A) \| 4:0 (H) \| \| 2016/17 \| UEFA Champions League \| Viertelfinale \| AS Monaco \| 3:6 \| 2:3 (H) \| 1:3 (A) \| \| 2017/18 \| UEFA Champions League \| Gruppenphase \| Tottenham Hotspur \| 2:5 \| 1:3 (A) \| 1:2 (H) \| \| 2017/18 \| UEFA Champions League \| Gruppenphase \| Real Madrid \| 3:6 \| 1:3 (H) \| 2:3 (A) \| \| 2017/18 \| UEFA Champions League \| Gruppenphase \| APOEL Nikosia \| 2:2 \| 1:1 (A) \| 1:1 (H) \| \| 2017/18 \| UEFA Europa League \| Sechzehntelfinale \| Atalanta Bergamo \| 4:3 \| 3:2 (H) \| 1:1 (A) \| \| 2017/18 \| UEFA Europa League \| Achtelfinale \| FC Salzburg \| 1:2 \| 1:2 (H) \| 0:0 (A) \| \| 2018/19 \| UEFA Champions League \| Gruppenphase \| FC Brügge \| 1:0 \| 1:0 (A) \| 0:0 (H) \| \| 2018/19 \| UEFA Champions League \| Gruppenphase \| AS Monaco \| 5:0 \| 3:0 (H) \| 2:0 (A) \| \| 2018/19 \| UEFA Champions League \| Gruppenphase \| Atlético Madrid \| 4:2 \| 4:0 (H) \| 0:2 (A) \| \| 2018/19 \| UEFA Champions League \| Achtelfinale \| Tottenham Hotspur \| 0:4 \| 0:3 (A) \| 0:1 (H) \| \| 2019/20 \| UEFA Champions League \| Gruppenphase \| FC Barcelona \| 1:3 \| 0:0 (H) \| 1:3 (A) \| \| 2019/20 \| UEFA Champions League \| Gruppenphase \| Slavia Prag \| 4:1 \| 2:0 (A) \| 2:1 (H) \| \| 2019/20 \| UEFA Champions League \| Gruppenphase \| Inter Mailand \| 3:4 \| 0:2 (A) \| 3:2 (H) \| \| 2019/20 \| UEFA Champions League \| Achtelfinale \| Paris St. Germain \| 2:3 \| 2:1 (H) \| 0:2 (A) \| \| 2020/21 \| UEFA Champions League \| Gruppenphase \| Lazio Rom \| 2:4 \| 1:3 (A) \| 1:1 (H) \| \| 2020/21 \| UEFA Champions League \| Gruppenphase \| Zenit St. Petersburg \| 4:1 \| 2:0 (H) \| 2:1 (A) \| \| 2020/21 \| UEFA Champions League \| Gruppenphase \| FC Brügge \| 6:0 \| 3:0 (A) \| 3:0 (H) \| \| 2020/21 \| UEFA Champions League \| Achtelfinale \| FC Sevilla \| 5:4 \| 3:2 (A) \| 2:2 (H) \| \| 2020/21 \| UEFA Champions League \| Viertelfinale \| Manchester City \| 2:4 \| 1:2 (A) \| 1:2 (H) \| \| 2021/22 \| UEFA Champions League \| Gruppenphase \| Beşiktaş Istanbul \| 7:1 \| 2:1 (A) \| 5:0 (H) \| \| 2021/22 \| UEFA Champions League \| Gruppenphase \| Sporting Lissabon \| 2:3 \| 1:0 (H) \| 1:3 (A) \| \| 2021/22 \| UEFA Champions League \| Gruppenphase \| Ajax Amsterdam \| 1:7 \| 0:4 (A) \| 1:3 (H) \| \| 2021/22 \| UEFA Europa League \| Zwischenrunde \| Glasgow Rangers \| 4:6 \| 2:4 (H) \| 2:2 (A) \| \| 2022/23 \| UEFA Champions League \| Gruppenphase \| FC Kopenhagen \| 4:1 \| 3:0 (H) \| 1:1 (A) \| \| 2022/23 \| UEFA Champions League \| Gruppenphase \| Manchester City \| 1:2 \| 1:2 (A) \| 0:0 (H) \| \| 2022/23 \| UEFA Champions League \| Gruppenphase \| FC Sevilla \| 5:2 \| 4:1 (A) \| 1:1 (H) \| \| 2022/23 \| UEFA Champions League \| Achtelfinale \| FC Chelsea \| 1:2 \| 1:0 (H) \| 0:2 (A) \| \| 2023/24 \| UEFA Champions League \| Gruppenphase \| Paris St. Germain \| 1:3 \| 0:2 (A) \| 1:1 (H) \| \| 2023/24 \| UEFA Champions League \| Gruppenphase \| AC Mailand \| 3:1 \| 0:0 (H) \| 3:1 (A) \| \| 2023/24 \| UEFA Champions League \| Gruppenphase \| Newcastle United \| 3:0 \| 1:0 (A) \| 2:0 (H) \| \| 2023/24 \| UEFA Champions League \| Achtelfinale \| PSV Eindhoven \| 3:1 \| 1:1 (A) \| 2:0 (H) \| \| 2023/24 \| UEFA Champions League \| Viertelfinale \| Atletico Madrid \| 5:4 \| 1:2 (A) \| 4:2 (H) \| \| 2023/24 \| UEFA Champions League \| Halbfinale \| Paris St. Germain \| 2:0 \| 1:0 (H) \| 1:0 (A) \| \| 2023/24 \| UEFA Champions League \| Finale \| Real Madrid \| 0:2 \| 0:2 in London \| 0:2 in London \| \| 2024/25 \| UEFA Champions League \| Ligaphase \| FC Brügge \| 3:0 \| (A) \| \| \| 2024/25 \| UEFA Champions League \| Ligaphase \| Celtic Glasgow \| 7:1 \| (H) \| \| \| 2024/25 \| UEFA Champions League \| Ligaphase \| Real Madrid \| 2:5 \| (A) \| \| \| 2024/25 \| UEFA Champions League \| Ligaphase \| SK Sturm Graz \| 1:0 \| (H) \| \| \| 2024/25 \| UEFA Champions League \| Ligaphase \| Dinamo Zagreb \| 3:0 \| (A) \| \| \| 2024/25 \| UEFA Champions League \| Ligaphase \| FC Barcelona \| 2:3 \| (H) \| \| \| 2024/25 \| UEFA Champions League \| Ligaphase \| FC Bologna \| 1:2 \| (A) \| \| \| 2024/25 \| UEFA Champions League \| Ligaphase \| Schachtar Donezk \| 3:1 \| (H) \| \| \| 2024/25 \| UEFA Champions League \| Play-offs \| Sporting Lissabon \| 3:0 \| 3:0 (A) \| 0:0 (H) \| \| 2024/25 \| UEFA Champions League \| Achtelfinale \| OSC Lille \| 3:2 \| 1:1 (H) \| 2:1 (A) \| \| 2024/25 \| UEFA Champions League \| Viertelfinale \| FC Barcelona \| -:- \| 0:4 (A) \| -:- (H) \|Legende: (H) – Heimspiel, (A) – Auswärtsspiel, (N) – neutraler Platz, (a) – Auswärtstorregel, (i. E.) – im Elfmeterschießen, (n. V.) – nach Verlängerung |                                                   |                                                   |                                                   |                                                   |                                                   |                                                   |
| Saison | Wettbewerb                                        | Runde                                             | Gegner                                            | Gesamt                                            | Hin                                               | Rück                                              |
| 1956/57 | Europapokal der Landesmeister                     | Vorrunde                                          | Spora Luxemburg                                   | 12:5                                              | 4:3 (H)                                           | 1:2 (A)                                           |
| 1956/57 | Europapokal der Landesmeister                     | Vorrunde                                          | Spora Luxemburg                                   | 12:5                                              | 7:0 in Dortmund                                   |                                                   |
| 1956/57 | Europapokal der Landesmeister                     | 1. Runde                                          | Manchester United                                 | 2:3                                               | 2:3 (A)                                           | 0:0 (A)                                           |
| 1957/58 | Europapokal der Landesmeister                     | 1. Runde                                          | CCA Bukarest                                      | 8:6                                               | 3:1 (H)                                           | 2:4 (A)                                           |
| 1957/58 | Europapokal der Landesmeister                     | 1. Runde                                          | CCA Bukarest                                      | 8:6                                               | 3:1 in Bologna                                    |                                                   |
| 1957/58 | Europapokal der Landesmeister                     | Viertelfinale                                     | AC Mailand                                        | 2:5                                               | 1:1 (H)                                           | 1:4 (A)                                           |
| 1963/64 | Europapokal der Landesmeister                     | Vorrunde                                          | Lyn Oslo                                          | 7:3                                               | 4:2 (A)                                           | 3:1 (H)                                           |
| 1963/64 | Europapokal der Landesmeister                     | 1. Runde                                          | Benfica Lissabon                                  | 6:2                                               | 1:2 (A)                                           | 5:0 (H)                                           |
| 1963/64 | Europapokal der Landesmeister                     | Viertelfinale                                     | FK Dukla Prag                                     | 5:3                                               | 4:0 (A)                                           | 1:3 (H)                                           |
| 1963/64 | Europapokal der Landesmeister                     | Halbfinale                                        | Inter Mailand                                     | 2:4                                               | 2:2 (H)                                           | 0:2 (A)                                           |
| 1964/65 | Messestädte-Pokal                                 | 1. Runde                                          | Girondins Bordeaux                                | 4:3                                               | 4:1 (H)                                           | 0:2 (A)                                           |
| 1964/65 | Messestädte-Pokal                                 | 2. Runde                                          | Manchester United                                 | 1:10                                              | 1:6 (H)                                           | 0:4 (A)                                           |
| 1965/66 | Europapokal der Pokalsieger                       | Vorrunde                                          | FC Floriana                                       | 13:1                                              | 5:1 (A)                                           | 8:0 (H)                                           |
| 1965/66 | Europapokal der Pokalsieger                       | 1. Runde                                          | ZSKA Sofia                                        | 5:4                                               | 3:0 (H)                                           | 2:4 (A)                                           |
| 1965/66 | Europapokal der Pokalsieger                       | Viertelfinale                                     | Atlético Madrid                                   | 2:1                                               | 1:1 (A)                                           | 1:0 (H)                                           |
| 1965/66 | Europapokal der Pokalsieger                       | Halbfinale                                        | West Ham United                                   | 5:2                                               | 2:1 (A)                                           | 3:1 (H)                                           |
| 1965/66 | Europapokal der Pokalsieger                       | Finale                                            | FC Liverpool                                      | 2:1 n. V.                                         | 2:1 n. V. in Glasgow                              | 2:1 n. V. in Glasgow                              |
| 1966/67 | Europapokal der Pokalsieger                       | 2. Runde                                          | Glasgow Rangers                                   | 1:2                                               | 1:2 (A)                                           | 0:0 (H)                                           |
| 1987/88 | UEFA-Pokal                                        | 1. Runde                                          | Celtic Glasgow                                    | 3:2                                               | 1:2 (A)                                           | 2:0 (H)                                           |
| 1987/88 | UEFA-Pokal                                        | 2. Runde                                          | FK Velež Mostar                                   | 3:2                                               | 2:0 (H)                                           | 1:2 (A)                                           |
| 1987/88 | UEFA-Pokal                                        | 3. Runde                                          | FC Brügge                                         | 3:5                                               | 3:0 (H)                                           | 0:5 n. V. (A)                                     |
| 1989/90 | Europapokal der Pokalsieger                       | 1. Runde                                          | Beşiktaş Istanbul                                 | 3:1                                               | 1:0 (A)                                           | 2:1 (H)                                           |
| 1989/90 | Europapokal der Pokalsieger                       | 2. Runde                                          | Sampdoria Genua                                   | 1:3                                               | 1:1 (H)                                           | 0:2 (A)                                           |
| 1990/91 | UEFA-Pokal                                        | 1. Runde                                          | Chemnitzer FC                                     | 4:0                                               | 2:0 (H)                                           | 2:0 (A)                                           |
| 1990/91 | UEFA-Pokal                                        | 2. Runde                                          | FC Universitatea Craiova                          | 4:0                                               | 3:0 (A)                                           | 1:0 (H)                                           |
| 1990/91 | UEFA-Pokal                                        | 3. Runde                                          | RSC Anderlecht                                    | (a)2:2(a)                                         | 0:1 (A)                                           | 2:1 (H)                                           |
| 1992/93 | UEFA-Pokal                                        | 1. Runde                                          | FC Floriana                                       | 8:2                                               | 1:0 (A)                                           | 7:2 (H)                                           |
| 1992/93 | UEFA-Pokal                                        | 2. Runde                                          | Celtic Glasgow                                    | 3:1                                               | 1:0 (H)                                           | 2:1 (A)                                           |
| 1992/93 | UEFA-Pokal                                        | 3. Runde                                          | Real Saragossa                                    | 4:3                                               | 3:1 (H)                                           | 1:2 (A)                                           |
| 1992/93 | UEFA-Pokal                                        | Viertelfinale                                     | AS Rom                                            | 2:1                                               | 0:1 (A)                                           | 2:0 (H)                                           |
| 1992/93 | UEFA-Pokal                                        | Halbfinale                                        | AJ Auxerre                                        | 2:2 (6:5 i. E.)                                   | 2:0 (H)                                           | 0:2 n. V. (A)                                     |
| 1992/93 | UEFA-Pokal                                        | Finale                                            | Juventus Turin                                    | 1:6                                               | 1:3 (H)                                           | 0:3 (A)                                           |
| 1993/94 | UEFA-Pokal                                        | 1. Runde                                          | Spartak Wladikawkas                               | 1:0                                               | 0:0 (H)                                           | 1:0 (A)                                           |
| 1993/94 | UEFA-Pokal                                        | 2. Runde                                          | NK Maribor                                        | 2:1                                               | 0:0 (A)                                           | 2:1 (H)                                           |
| 1993/94 | UEFA-Pokal                                        | 3. Runde                                          | Brøndby IF                                        | 2:1                                               | 1:1 (A)                                           | 1:0 (H)                                           |
| 1993/94 | UEFA-Pokal                                        | Viertelfinale                                     | Inter Mailand                                     | 3:4                                               | 1:3 (H)                                           | 2:1 (A)                                           |
| 1994/95 | UEFA-Pokal                                        | 1. Runde                                          | FC Motherwell                                     | 3:0                                               | 1:0 (H)                                           | 2:0 (A)                                           |
| 1994/95 | UEFA-Pokal                                        | 2. Runde                                          | ŠK Slovan Bratislava                              | 4:2                                               | 1:2 (A)                                           | 3:0 (H)                                           |
| 1994/95 | UEFA-Pokal                                        | 3. Runde                                          | Deportivo La Coruña                               | 3:2                                               | 0:1 (A)                                           | 3:1 n. V. (H)                                     |
| 1994/95 | UEFA-Pokal                                        | Viertelfinale                                     | Lazio Rom                                         | 2:1                                               | 0:1 (A)                                           | 2:0 (H)                                           |
| 1994/95 | UEFA-Pokal                                        | Halbfinale                                        | Juventus Turin                                    | 3:4                                               | 2:2 (N)                                           | 1:2 (H)                                           |
| 1995/96 | UEFA Champions League                             | Gruppenphase                                      | Juventus Turin                                    | 3:4                                               | 1:3 (H)                                           | 2:1 (A)                                           |
| 1995/96 | UEFA Champions League                             | Gruppenphase                                      | Glasgow Rangers                                   | 4:4                                               | 2:2 (A)                                           | 2:2 (H)                                           |
| 1995/96 | UEFA Champions League                             | Gruppenphase                                      | Steaua Bukarest                                   | 1:0                                               | 1:0 (H)                                           | 0:0 (A)                                           |
| 1995/96 | UEFA Champions League                             | Viertelfinale                                     | Ajax Amsterdam                                    | 0:3                                               | 0:2 (H)                                           | 0:1 (A)                                           |
| 1996/97 | UEFA Champions League                             | Gruppenphase                                      | Widzew Łódź                                       | 4:3                                               | 2:1 (H)                                           | 2:2 (A)                                           |
| 1996/97 | UEFA Champions League                             | Gruppenphase                                      | Steaua Bukarest                                   | 8:3                                               | 3:0 (A)                                           | 5:3 (H)                                           |
| 1996/97 | UEFA Champions League                             | Gruppenphase                                      | Atlético Madrid                                   | 2:2                                               | 1:0 (A)                                           | 1:2 (H)                                           |
| 1996/97 | UEFA Champions League                             | Viertelfinale                                     | AJ Auxerre                                        | 4:1                                               | 3:1 (H)                                           | 1:0 (A)                                           |
| 1996/97 | UEFA Champions League                             | Halbfinale                                        | Manchester United                                 | 2:0                                               | 1:0 (H)                                           | 1:0 (A)                                           |
| 1996/97 | UEFA Champions League                             | Finale                                            | Juventus Turin                                    | 3:1                                               | 3:1 in München                                    | 3:1 in München                                    |
| 1997/98 | UEFA Champions League                             | Gruppenphase                                      | Galatasaray Istanbul                              | 5:1                                               | 1:0 (A)                                           | 4:1 (H)                                           |
| 1997/98 | UEFA Champions League                             | Gruppenphase                                      | Sparta Prag                                       | 7:1                                               | 4:1 (H)                                           | 3:0 (A)                                           |
| 1997/98 | UEFA Champions League                             | Gruppenphase                                      | AC Parma                                          | 2:1                                               | 0:1 (A)                                           | 2:0 (H)                                           |
| 1997/98 | UEFA Champions League                             | Viertelfinale                                     | FC Bayern München                                 | 1:0                                               | 0:0 (A)                                           | 1:0 n. V. (H)                                     |
| 1997/98 | UEFA Champions League                             | Halbfinale                                        | Real Madrid                                       | 0:2                                               | 0:2 (A)                                           | 0:0 (H)                                           |
| 1999/2000 | UEFA Champions League                             | 3. Qualifikationsrunde                            | FK Teplice                                        | 2:0                                               | 1:0 (A)                                           | 1:0 (H)                                           |
| 1999/2000 | UEFA Champions League                             | 1. Gruppenphase                                   | Feyenoord Rotterdam                               | 2:2                                               | 1:1 (A)                                           | 1:1 (H)                                           |
| 1999/2000 | UEFA Champions League                             | 1. Gruppenphase                                   | Boavista Porto                                    | 3:2                                               | 3:1 (H)                                           | 0:1 (A)                                           |
| 1999/2000 | UEFA Champions League                             | 1. Gruppenphase                                   | Rosenborg Trondheim                               | 2:5                                               | 2:2 (A)                                           | 0:3 (H)                                           |
| 1999/2000 | UEFA-Pokal                                        | 3. Runde                                          | Glasgow Rangers                                   | 2:2 (3:1 i. E.)                                   | 0:2 (A)                                           | 2:0 n. V. (H)                                     |
| 1999/2000 | UEFA-Pokal                                        | Achtelfinale                                      | Galatasaray Istanbul                              | 0:2                                               | 0:2 (H)                                           | 0:0 (H)                                           |
| 2001/02 | UEFA Champions League                             | 3. Qualifikationsrunde                            | Schachtar Donezk                                  | 5:1                                               | 2:0 (A)                                           | 3:1 (H)                                           |
| 2001/02 | UEFA Champions League                             | 1. Gruppenphase                                   | Dynamo Kiew                                       | 3:2                                               | 2:2 (A)                                           | 1:0 (H)                                           |
| 2001/02 | UEFA Champions League                             | 1. Gruppenphase                                   | FC Liverpool                                      | 0:2                                               | 0:0 (H)                                           | 0:2 (A)                                           |
| 2001/02 | UEFA Champions League                             | 1. Gruppenphase                                   | Boavista Porto                                    | 3:3                                               | 1:2 (A)                                           | 2:1 (H)                                           |
| 2001/02 | UEFA-Pokal                                        | 3. Runde                                          | FC Kopenhagen                                     | 2:0                                               | 1:0 (A)                                           | 1:0 (H)                                           |
| 2001/02 | UEFA-Pokal                                        | Achtelfinale                                      | OSC Lille                                         | (a)1:1(a)                                         | 1:1 (A)                                           | 0:0 (H)                                           |
| 2001/02 | UEFA-Pokal                                        | Viertelfinale                                     | Slovan Liberec                                    | 4:0                                               | 0:0 (A)                                           | 4:0 (H)                                           |
| 2001/02 | UEFA-Pokal                                        | Halbfinale                                        | AC Mailand                                        | 5:3                                               | 4:0 (H)                                           | 1:3 (A)                                           |
| 2001/02 | UEFA-Pokal                                        | Finale                                            | Feyenoord Rotterdam                               | 2:3                                               | 2:3 in Rotterdam                                  | 2:3 in Rotterdam                                  |
| 2002/03 | UEFA Champions League                             | 1. Gruppenphase                                   | FC Arsenal                                        | 2:3                                               | 0:2 (A)                                           | 2:1 (H)                                           |
| 2002/03 | UEFA Champions League                             | 1. Gruppenphase                                   | AJ Auxerre                                        | 2:2                                               | 2:1 (H)                                           | 0:1 (A)                                           |
| 2002/03 | UEFA Champions League                             | 1. Gruppenphase                                   | PSV Eindhoven                                     | 4:2                                               | 3:1 (A)                                           | 1:1 (H)                                           |
| 2002/03 | UEFA Champions League                             | 2. Gruppenphase                                   | Lokomotive Moskau                                 | 5:1                                               | 2:1 (A)                                           | 3:0 (H)                                           |
| 2002/03 | UEFA Champions League                             | 2. Gruppenphase                                   | AC Mailand                                        | 1:1                                               | 0:1 (H)                                           | 1:0 (A)                                           |
| 2002/03 | UEFA Champions League                             | 2. Gruppenphase                                   | Real Madrid                                       | 2:3                                               | 1:2 (A)                                           | 1:1 (H)                                           |
| 2003/04 | UEFA Champions League                             | 3. Qualifikationsrunde                            | FC Brügge                                         | 3:3 (2:4 i. E.)                                   | 1:2 (A)                                           | 2:1 n. V. (H)                                     |
| 2003/04 | UEFA-Pokal                                        | 1. Runde                                          | FK Austria Wien                                   | 3:1                                               | 2:1 (A)                                           | 1:0 (H)                                           |
| 2003/04 | UEFA-Pokal                                        | 2. Runde                                          | FC Sochaux                                        | 2:6                                               | 2:2 (H)                                           | 0:4 (A)                                           |
| 2008/09 | UEFA-Pokal                                        | 1. Runde                                          | Udinese Calcio                                    | 2:2 (3:4 i. E.)                                   | 0:2 (H)                                           | 2:0 n. V. (H)                                     |
| 2010/11 | UEFA Europa League                                | Play-offs                                         | FK Qarabağ Ağdam                                  | 5:0                                               | 4:0 (H)                                           | 1:0 (A)                                           |
| 2010/11 | UEFA Europa League                                | Gruppenphase                                      | Karpaty Lwiw                                      | 7:3                                               | 4:3 (A)                                           | 3:0 (H)                                           |
| 2010/11 | UEFA Europa League                                | Gruppenphase                                      | FC Sevilla                                        | 2:3                                               | 0:1 (H)                                           | 2:2 (A)                                           |
| 2010/11 | UEFA Europa League                                | Gruppenphase                                      | Paris Saint-Germain                               | 1:1                                               | 1:1 (H)                                           | 0:0 (A)                                           |
| 2011/12 | UEFA Champions League                             | Gruppenphase                                      | FC Arsenal                                        | 2:3                                               | 1:1 (H)                                           | 1:2 (A)                                           |
| 2011/12 | UEFA Champions League                             | Gruppenphase                                      | Olympique Marseille                               | 2:6                                               | 0:3 (A)                                           | 2:3 (H)                                           |
| 2011/12 | UEFA Champions League                             | Gruppenphase                                      | Olympiakos Piräus                                 | 2:3                                               | 1:3 (A)                                           | 1:0 (H)                                           |
| 2012/13 | UEFA Champions League                             | Gruppenphase                                      | Ajax Amsterdam                                    | 5:1                                               | 1:0 (H)                                           | 4:1 (A)                                           |
| 2012/13 | UEFA Champions League                             | Gruppenphase                                      | Manchester City                                   | 2:1                                               | 1:1 (A)                                           | 1:0 (H)                                           |
| 2012/13 | UEFA Champions League                             | Gruppenphase                                      | Real Madrid                                       | 4:3                                               | 2:1 (H)                                           | 2:2 (A)                                           |
| 2012/13 | UEFA Champions League                             | Achtelfinale                                      | Schachtar Donezk                                  | 5:2                                               | 2:2 (A)                                           | 3:0 (H)                                           |
| 2012/13 | UEFA Champions League                             | Viertelfinale                                     | FC Málaga                                         | 3:2                                               | 0:0 (A)                                           | 3:2 (H)                                           |
| 2012/13 | UEFA Champions League                             | Halbfinale                                        | Real Madrid                                       | 4:3                                               | 4:1 (H)                                           | 0:2 (A)                                           |
| 2012/13 | UEFA Champions League                             | Finale                                            | FC Bayern München                                 | 1:2                                               | 1:2 in London                                     | 1:2 in London                                     |
| 2013/14 | UEFA Champions League                             | Gruppenphase                                      | SSC Neapel                                        | 4:3                                               | 1:2 (A)                                           | 3:1 (H)                                           |
| 2013/14 | UEFA Champions League                             | Gruppenphase                                      | Olympique Marseille                               | 5:1                                               | 3:0 (H)                                           | 2:1 (A)                                           |
| 2013/14 | UEFA Champions League                             | Gruppenphase                                      | FC Arsenal                                        | 2:2                                               | 2:1 (A)                                           | 0:1 (H)                                           |
| 2013/14 | UEFA Champions League                             | Achtelfinale                                      | Zenit St. Petersburg                              | 5:4                                               | 4:2 (A)                                           | 1:2 (H)                                           |
| 2013/14 | UEFA Champions League                             | Viertelfinale                                     | Real Madrid                                       | 2:3                                               | 0:3 (A)                                           | 2:0 (H)                                           |
| 2014/15 | UEFA Champions League                             | Gruppenphase                                      | FC Arsenal                                        | 2:2                                               | 2:0 (H)                                           | 0:2 (A)                                           |
| 2014/15 | UEFA Champions League                             | Gruppenphase                                      | RSC Anderlecht                                    | 4:1                                               | 3:0 (A)                                           | 1:1 (H)                                           |
| 2014/15 | UEFA Champions League                             | Gruppenphase                                      | Galatasaray Istanbul                              | 8:1                                               | 4:0 (A)                                           | 4:1 (H)                                           |
| 2014/15 | UEFA Champions League                             | Achtelfinale                                      | Juventus Turin                                    | 1:5                                               | 1:2 (A)                                           | 0:3 (H)                                           |
| 2015/16 | UEFA Europa League                                | 3. Qualifikationsrunde                            | Wolfsberger AC                                    | 6:0                                               | 1:0 (A)                                           | 5:0 (H)                                           |
| 2015/16 | UEFA Europa League                                | Play-offs                                         | Odds BK                                           | 11:5                                              | 4:3 (A)                                           | 7:2 (H)                                           |
| 2015/16 | UEFA Europa League                                | Gruppenphase                                      | FK Krasnodar                                      | 2:2                                               | 2:1 (H)                                           | 0:1 (A)                                           |
| 2015/16 | UEFA Europa League                                | Gruppenphase                                      | PAOK Thessaloniki                                 | 1:2                                               | 1:1 (A)                                           | 0:1 (H)                                           |
| 2015/16 | UEFA Europa League                                | Gruppenphase                                      | FK Qəbələ                                         | 7:1                                               | 3:1 (A)                                           | 4:0 (H)                                           |
| 2015/16 | UEFA Europa League                                | Sechzehntelfinale                                 | FC Porto                                          | 3:0                                               | 2:0 (H)                                           | 1:0 (A)                                           |
| 2015/16 | UEFA Europa League                                | Achtelfinale                                      | Tottenham Hotspur                                 | 5:1                                               | 3:0 (H)                                           | 2:1 (A)                                           |
| 2015/16 | UEFA Europa League                                | Viertelfinale                                     | FC Liverpool                                      | 4:5                                               | 1:1 (H)                                           | 3:4 (A)                                           |
| 2016/17 | UEFA Champions League                             | Gruppenphase                                      | Legia Warschau                                    | 14:4                                              | 6:0 (A)                                           | 8:4 (H)                                           |
| 2016/17 | UEFA Champions League                             | Gruppenphase                                      | Real Madrid                                       | 4:4                                               | 2:2 (H)                                           | 2:2 (A)                                           |
| 2016/17 | UEFA Champions League                             | Gruppenphase                                      | Sporting Lissabon                                 | 3:1                                               | 2:1 (A)                                           | 1:0 (H)                                           |
| 2016/17 | UEFA Champions League                             | Achtelfinale                                      | Benfica Lissabon                                  | 4:1                                               | 0:1 (A)                                           | 4:0 (H)                                           |
| 2016/17 | UEFA Champions League                             | Viertelfinale                                     | AS Monaco                                         | 3:6                                               | 2:3 (H)                                           | 1:3 (A)                                           |
| 2017/18 | UEFA Champions League                             | Gruppenphase                                      | Tottenham Hotspur                                 | 2:5                                               | 1:3 (A)                                           | 1:2 (H)                                           |
| 2017/18 | UEFA Champions League                             | Gruppenphase                                      | Real Madrid                                       | 3:6                                               | 1:3 (H)                                           | 2:3 (A)                                           |
| 2017/18 | UEFA Champions League                             | Gruppenphase                                      | APOEL Nikosia                                     | 2:2                                               | 1:1 (A)                                           | 1:1 (H)                                           |
| 2017/18 | UEFA Europa League                                | Sechzehntelfinale                                 | Atalanta Bergamo                                  | 4:3                                               | 3:2 (H)                                           | 1:1 (A)                                           |
| 2017/18 | UEFA Europa League                                | Achtelfinale                                      | FC Salzburg                                       | 1:2                                               | 1:2 (H)                                           | 0:0 (A)                                           |
| 2018/19 | UEFA Champions League                             | Gruppenphase                                      | FC Brügge                                         | 1:0                                               | 1:0 (A)                                           | 0:0 (H)                                           |
| 2018/19 | UEFA Champions League                             | Gruppenphase                                      | AS Monaco                                         | 5:0                                               | 3:0 (H)                                           | 2:0 (A)                                           |
| 2018/19 | UEFA Champions League                             | Gruppenphase                                      | Atlético Madrid                                   | 4:2                                               | 4:0 (H)                                           | 0:2 (A)                                           |
| 2018/19 | UEFA Champions League                             | Achtelfinale                                      | Tottenham Hotspur                                 | 0:4                                               | 0:3 (A)                                           | 0:1 (H)                                           |
| 2019/20 | UEFA Champions League                             | Gruppenphase                                      | FC Barcelona                                      | 1:3                                               | 0:0 (H)                                           | 1:3 (A)                                           |
| 2019/20 | UEFA Champions League                             | Gruppenphase                                      | Slavia Prag                                       | 4:1                                               | 2:0 (A)                                           | 2:1 (H)                                           |
| 2019/20 | UEFA Champions League                             | Gruppenphase                                      | Inter Mailand                                     | 3:4                                               | 0:2 (A)                                           | 3:2 (H)                                           |
| 2019/20 | UEFA Champions League                             | Achtelfinale                                      | Paris St. Germain                                 | 2:3                                               | 2:1 (H)                                           | 0:2 (A)                                           |
| 2020/21 | UEFA Champions League                             | Gruppenphase                                      | Lazio Rom                                         | 2:4                                               | 1:3 (A)                                           | 1:1 (H)                                           |
| 2020/21 | UEFA Champions League                             | Gruppenphase                                      | Zenit St. Petersburg                              | 4:1                                               | 2:0 (H)                                           | 2:1 (A)                                           |
| 2020/21 | UEFA Champions League                             | Gruppenphase                                      | FC Brügge                                         | 6:0                                               | 3:0 (A)                                           | 3:0 (H)                                           |
| 2020/21 | UEFA Champions League                             | Achtelfinale                                      | FC Sevilla                                        | 5:4                                               | 3:2 (A)                                           | 2:2 (H)                                           |
| 2020/21 | UEFA Champions League                             | Viertelfinale                                     | Manchester City                                   | 2:4                                               | 1:2 (A)                                           | 1:2 (H)                                           |
| 2021/22 | UEFA Champions League                             | Gruppenphase                                      | Beşiktaş Istanbul                                 | 7:1                                               | 2:1 (A)                                           | 5:0 (H)                                           |
| 2021/22 | UEFA Champions League                             | Gruppenphase                                      | Sporting Lissabon                                 | 2:3                                               | 1:0 (H)                                           | 1:3 (A)                                           |
| 2021/22 | UEFA Champions League                             | Gruppenphase                                      | Ajax Amsterdam                                    | 1:7                                               | 0:4 (A)                                           | 1:3 (H)                                           |
| 2021/22 | UEFA Europa League                                | Zwischenrunde                                     | Glasgow Rangers                                   | 4:6                                               | 2:4 (H)                                           | 2:2 (A)                                           |
| 2022/23 | UEFA Champions League                             | Gruppenphase                                      | FC Kopenhagen                                     | 4:1                                               | 3:0 (H)                                           | 1:1 (A)                                           |
| 2022/23 | UEFA Champions League                             | Gruppenphase                                      | Manchester City                                   | 1:2                                               | 1:2 (A)                                           | 0:0 (H)                                           |
| 2022/23 | UEFA Champions League                             | Gruppenphase                                      | FC Sevilla                                        | 5:2                                               | 4:1 (A)                                           | 1:1 (H)                                           |
| 2022/23 | UEFA Champions League                             | Achtelfinale                                      | FC Chelsea                                        | 1:2                                               | 1:0 (H)                                           | 0:2 (A)                                           |
| 2023/24 | UEFA Champions League                             | Gruppenphase                                      | Paris St. Germain                                 | 1:3                                               | 0:2 (A)                                           | 1:1 (H)                                           |
| 2023/24 | UEFA Champions League                             | Gruppenphase                                      | AC Mailand                                        | 3:1                                               | 0:0 (H)                                           | 3:1 (A)                                           |
| 2023/24 | UEFA Champions League                             | Gruppenphase                                      | Newcastle United                                  | 3:0                                               | 1:0 (A)                                           | 2:0 (H)                                           |
| 2023/24 | UEFA Champions League                             | Achtelfinale                                      | PSV Eindhoven                                     | 3:1                                               | 1:1 (A)                                           | 2:0 (H)                                           |
| 2023/24 | UEFA Champions League                             | Viertelfinale                                     | Atletico Madrid                                   | 5:4                                               | 1:2 (A)                                           | 4:2 (H)                                           |
| 2023/24 | UEFA Champions League                             | Halbfinale                                        | Paris St. Germain                                 | 2:0                                               | 1:0 (H)                                           | 1:0 (A)                                           |
| 2023/24 | UEFA Champions League                             | Finale                                            | Real Madrid                                       | 0:2                                               | 0:2 in London                                     | 0:2 in London                                     |
| 2024/25 | UEFA Champions League                             | Ligaphase                                         | FC Brügge                                         | 3:0                                               | (A)                                               |                                                   |
| 2024/25 | UEFA Champions League                             | Ligaphase                                         | Celtic Glasgow                                    | 7:1                                               | (H)                                               |                                                   |
| 2024/25 | UEFA Champions League                             | Ligaphase                                         | Real Madrid                                       | 2:5                                               | (A)                                               |                                                   |
| 2024/25 | UEFA Champions League                             | Ligaphase                                         | SK Sturm Graz                                     | 1:0                                               | (H)                                               |                                                   |
| 2024/25 | UEFA Champions League                             | Ligaphase                                         | Dinamo Zagreb                                     | 3:0                                               | (A)                                               |                                                   |
| 2024/25 | UEFA Champions League                             | Ligaphase                                         | FC Barcelona                                      | 2:3                                               | (H)                                               |                                                   |
| 2024/25 | UEFA Champions League                             | Ligaphase                                         | FC Bologna                                        | 1:2                                               | (A)                                               |                                                   |
| 2024/25 | UEFA Champions League                             | Ligaphase                                         | Schachtar Donezk                                  | 3:1                                               | (H)                                               |                                                   |
| 2024/25 | UEFA Champions League                             | Play-offs                                         | Sporting Lissabon                                 | 3:0                                               | 3:0 (A)                                           | 0:0 (H)                                           |
| 2024/25 | UEFA Champions League                             | Achtelfinale                                      | OSC Lille                                         | 3:2                                               | 1:1 (H)                                           | 2:1 (A)                                           |
| 2024/25 | UEFA Champions League                             | Viertelfinale                                     | FC Barcelona                                      | -:-                                               | 0:4 (A)                                           | -:- (H)                                           |

### Aufstiege und Relegationserfolge
Aufstiegserfolge
- Aufstieg in die Bundesliga (1):
  - 1976

Relegationssiege
- Sieger der Aufstiegsrelegation 2. Bundesliga (1):
  - 1976 (1:0 und 3:2 gegen den 1. FC Nürnberg)
- Sieger der Relegation zwischen 1. und 2. Bundesliga (1):
  - 1986 (0:2, 3:1 und 8:0 gegen Fortuna Köln)

### Sonstige Pokalerfolge
Inoffizieller Ligapokal
- Fuji-Cupsieger (2):
  - 1991 (4:1 gegen Werder Bremen; HF: 2:0 gegen FC Bayern München)
  - 1993 (3:2 gegen den FC Bayern München; HF: 0:0, 5:4 n. E. gegen Eintracht Frankfurt)
- Fuji-Cupfinalist (2):
  - 1990 (0:0 n. V., 5:6 n. E. gegen Werder Bremen; HF: 0:0, 6:4 n.E: gegen FC Bayern München)
  - 1995 (2:3 gegen den FC Bayern München; HF: 3:0 gegen 1. FC Kaiserslautern)
- Fuji-Cup 3. Platz (2):
  - 1992 (2:0 gegen den VfB Stuttgart; HF: 1:1, 4:5 n. E. gegen 1. FC Kaiserslautern)
  - 1994 (1:1 n. V., 5:3 n. E. gegen den VfB Stuttgart; HF: 0:1 gegen Eintracht Frankfurt)
- Fuji-Cup 4. Platz (1):
  - 1996 (0:1 gegen Borussia Mönchengladbach; HF: 1:3 gegen FC Schalke 04)
- LIGA total! Cupsieger (1):
  - 2011 (2:0 gegen den Hamburger SV; HF: 1:0 gegen 1. FSV Mainz 05)
- LIGA total! Cupfinalist (1):
  - 2012 (3:3, 4:5 n. E. gegen Werder Bremen; HF: 1:0 gegen Hamburger SV)
- Telekom Cup 3. Platz (1):
  - 2013 (1:0 gegen den Hamburger SV; HF: 0:1 gegen Borussia Mönchengladbach)

Einladungsturniere
- Sieger des Turniers des Germinal Beerschot Antwerpen (1):
  - 1980 (5:0 gegen Germinal Beerschot Antwerpen; HF: 1:0 gegen Ferencváros Budapest)
- Sieger des Turniers Club Atletico Madrid (1):
  - 1982 (2:0 gegen Atlético Madrid; HF: 1:0 gegen Atlético Mineiro)
- Sieger des Turniers in Kriens/Aqua-Nova-Cup (4):
  - 1995 (3:2 gegen SC Kriens; HF: 1:1 n. V. 7:6 n. E. gegen Grasshoppers Zürich)
  - 1997 (2:0 gegen Slawia Sofia; HF: 3:1 gegen SC Kriens)
  - 2001 (4:1 gegen FC Luzern; HF: 3:2 n. E. gegen SC Kriens)
  - 2002 (1:0 gegen Kocaelispor Izmir; HF: 2:0 gegen SC Kriens)
- 2. Platz des Turniers in Kriens/Aqua-Nova-Cup (4):
  - 1984 (1:5 gegen FC Luzern; HF: 2:2 n. V. 13:12 n. E. gegen FC St. Gallen)
  - 1992 (0:1 gegen FC Luzern; HF: 6:2 gegen FC Zürich)
  - 1994 (1:1 n. V. 8:9 n. E. gegen Beşiktaş Istanbul; HF: 2:0 gegen FC Luzern)
  - 2000 (1:4 gegen VfL Bochum; HF: 1:1 n. V. 4:3 n. E. gegen SC Kriens)
- Sieger des Kärcher-Revier-Cup (1):
  - 1996 (6:5 n. E. gegen VfL Bochum, Vorrunde: 1:2 gegen VfL Bochum und 1:0 gegen FC Schalke 04)
- Sieger des Gazi-Cup (1):
  - 1999 (5:2 gegen Feyenoord Rotterdam und 1:1 gegen Galatasaray Istanbul)
- Sieger Trofeo Costa del Sol (1):
  - 2007 (1:0 gegen FC Málaga) (ausgespielt im Januar 2008)
- 3. Platz beim Trofeo Costa del Sol
  - 1964 (3:0 n. V. gegen Forces Armees Royales Rabat; HF: 0:2 gegen CD Málaga)
- Sieger des Stadtwerke Düsseldorf Wintercup (1):
  - 2008 (1:0 gegen Fortuna Düsseldorf; HF: 5:0 gegen Bayer 04 Leverkusen)
  - 2013 (1:1, 4:3 i. E. gegen den 1. FSV Mainz 05; HF: 1:0 gegen Fortuna Düsseldorf)
- Sieger des Ferrostaal Cup (1):
  - 2010 (3:1 gegen Manchester City)
- Sieger des Stade du Hainaut Cup (1):
  - 2011 (1:0 gegen FC Valenciennes)
- Sieger des Helmut-Rahn-Pokal (1):
  - 2014 (5:1 gegen Rot-Weiss Essen)
- 2. Platz des Turniers in Paris (1):
  - 1964 (2:5 gegen den RSC Anderlecht; HF: 3:1 gegen FC Santos)
- 3. Platz des Turniers in Paris (1):
  - 1992 (3:2 gegen FC Liverpool; HF: 1:3 gegen Paris Saint-Germain)
- 2. Platz beim Pokal des FC Brügge (1):
  - 1983 (0:2 gegen Pogoń Stettin; HF: 6:5 n. V. gegen PSV Eindhoven)
- 2. Platz im Torneig Gamper (1):
  - 1983 (1:2 gegen den FC Barcelona und 3:2 gegen den RSC Anderlecht)
- 2. Platz beim Dortmund Pokal (1):
  - 1986 (0:3 gegen Galatasaray Istanbul; HF: 4:0 gegen PAOK Saloniki)
- 2. Platz beim Pokal von Ajax Amsterdam (1):
  - 1992 (1:2 gegen AS Rom; HF: 1:1 n. V. 5:3 n. E. Ajax Amsterdam)
- 2. Platz beim Pokal des UD Marbella (1):
  - 2004 (0:0, 2:3 n. E. gegen Borussia Mönchengladbach; HF: 5:1 gegen Shanghai Shenhua Liansheng)
- 2. Platz beim Uhrencup des FC Grenchen (1):
  - 2008 (2:2 gegen FC Luzern und 2:2 gegen FC Basel)
- Jubiläumsspiel zum 50. Jubiläum des Uhrencup (1):
  - 2011 (1:1 gegen den FC Zürich)
- 2. Platz beim Feyenoord Rotterdam 100-Jahre-Jubiläumsturnier (1):
  - 2008 (0:3 gegen Tottenham Hotspur und 2:1 gegen Feyenoord Rotterdam)
- 2. Platz beim Borussia Dortmund 100-Jahre-Jubiläumsturnier (1):
  - 2009 (1:1, 6:7 n. E. gegen FC Valencia und 2:1 gegen Udinese Calcio)
- 3. Platz beim Turnier des NEC Nijmegen (1):
  - 1980 (1:1 n. V. 4:3 n. E. gegen NEC Nijmegen; HF: 1:3 gegen Go Ahead Eagles Deventer)
- 3. Platz beim Obi-Cup (1):
  - 2007 (2:1 gegen RSC Anderlecht; HF: 0:0, 1:3 n. E. gegen Young Boys Bern)

### Erfolge vor 1945
Regionale Meisterschaften
- Meister der Bezirksklasse (damals zweithöchste Spielklasse, einheitliches System) (1):
  - 1936 (Bilanz: 24 Spiele, 16 Siege, 4 Unentschieden, 4 Niederlagen, 70:29 Tore, 36:12 Punkte)
- Meister der 1. Bezirksklasse (damals höchste Spielklasse, kein einheitliches System) (1):
  - 1932 (Bilanz: 20 Spiele, 15 Siege, 2 Unentschieden, 3 Niederlagen, 72:31 Tore, 32:8 Punkte)
- Meister der 1. Kreisliga (damals zweithöchste Spielklasse, kein einheitliches System) (2):
  - 1923
  - 1925 (Bilanz: 14 Spiele, 8 Siege, 5 Unentschieden, 1 Niederlage, 43:16 Tore, 21:7 Punkte)
- Meister der A-Klasse (damals höchste Spielklasse, kein einheitliches System) (1):
  - 1921 (Bilanz: 18 Spiele, 13 Siege, 4 Unentschieden, 1 Niederlage, 50:17 Tore, 30:6 Punkte)
- Meister der B-Klasse (damals zweithöchste Spielklasse, kein einheitliches System) (1):
  - 1914
- Meister der C-Klasse (damals dritthöchste Spielklasse, kein einheitliches System) (1):
  - 1912

Regionale Vizemeisterschaften
- Vizemeister der Bezirksklasse (damals zweithöchste Spielklasse, einheitliches System) (1):
  - 1935 (Bilanz: 24 Spiele, 14 Siege, 5 Unentschieden, 5 Niederlagen, 69:33 Tore, 33:15 Punkte)
- Vizemeister der 1. Bezirksklasse (damals höchste Spielklasse, kein einheitliches System) (1):
  - 1933 (Bilanz: 22 Spiele, 14 Siege, 6 Unentschieden, 2 Niederlagen, 62:26 Tore, 34:10 Punkte)
- Vizemeister der 2. Bezirksklasse (damals zweithöchste Spielklasse, kein einheitliches System) (2):
  - 1926 (Bilanz: 28 Spiele, 18 Siege, 6 Unentschieden, 4 Niederlagen, 91:26 Tore, 42:14 Tore)
  - 1928 (Bilanz: 16 Spiele, 11 Siege, 1 Unentschieden, 4 Niederlagen, 59:34 Tore, 23:9 Punkte)
- Vizemeister der A-Klasse (damals höchste Spielklasse, kein einheitliches System) (2):
  - 1915
  - 1919

Regionale Pokalerfolge
- Sieger des Ostland-Pokal (1):
  - 1939 (10:1 gegen SV Schüren)

### Persönliche Ehrungen und Auszeichnungen
Mannschaft
- Mannschaft des Jahres (3): 1957, 1995, 2011
- Welt-Mannschaft des Jahres (AIPS) (1): 1997
- Sport1 Mannschaft des Jahres (2): 2010, 2012

Trainer
- Trainer des Jahres (2):
  - 2011  Jürgen Klopp
  - 2012  Jürgen Klopp
- Deutschlands Trainer des Jahres (VDV) (2):
  - 2011  Jürgen Klopp
  - 2016  Thomas Tuchel
- Weltklubtrainer (IFFHS) (1):
  - 1997  Ottmar Hitzfeld
- Trainer des Jahres (World Soccer) (1):
  - 1997  Ottmar Hitzfeld

Fussballer des Jahres (international):
- Afrikas Fußballer des Jahres (1):
  - 2015  Pierre-Emerick Aubameyang
- Asiens Fußballer des Jahres (1):
  - 2012  Shinji Kagawa
- Europas Fußballer des Jahres (Ballon d’Or) (1):
  - 1996  Matthias Sammer
- Onze d’or (1):
  - 1996  Matthias Sammer (Onze de bronze)
- U-21-Spieler Europas (Golden Boy) (1):
  - 2011  Mario Götze

Fussballer des Jahres (national):
- Armeniens Fußballer des Jahres (3):
  - 2013  Henrich Mchitarjan
  - 2014  Henrich Mchitarjan
  - 2015  Henrich Mchitarjan
- Deutschlands Fußballer des Jahres (VDS) (4):
  - 1957  Hans Tilkowski
  - 1995  Matthias Sammer
  - 1996  Matthias Sammer
  - 1997  Jürgen Kohler
  - 2019  Marco Reus
- Deutschlands Fußballer des Jahres (VDV) (5):
  - 2011  Nuri Şahin
  - 2013  Robert Lewandowski
  - 2014  Marco Reus
  - 2016  Pierre-Emerick Aubameyang
  - 2019  Marco Reus
- Deutschlands Newcomer des Jahres (VDV) (4):
  - 2011  Mario Götze
  - 2016  Julian Weigl
  - 2017  Ousmane Dembélé
  - 2019  Jadon Sancho
- Norwegens Fußballer des Jahres (2):
  - 2020  Erling Haaland
  - 2021  Erling Haaland
- Paraguays Fußballer des Jahres:
  - 2010  Lucas Barrios
- Polens Fußballer des Jahres (8, Rekord):
  - 2005  Euzebiusz Smolarek
  - 2006  Euzebiusz Smolarek
  - 2007  Euzebiusz Smolarek
  - 2008  Jakub Błaszczykowski
  - 2010  Jakub Błaszczykowski
  - 2011  Robert Lewandowski
  - 2012  Robert Lewandowski
  - 2013  Robert Lewandowski
- Schweizer Fußballer des Jahres (Credit Suisse Player of the Year) (1):
  - 2007  Alexander Frei
- Tschechiens Fußballer des Jahres (3):
  - 1996  Patrik Berger
  - 2001  Tomáš Rosický
  - 2002  Tomáš Rosický
- Ungarns Fußballer des Jahres (1):
  - 2008  Tamás Hajnal

Tor des Jahres:
- Tor des Jahres (2):
  - 1984  Daniel Simmes
  - 1997  Lars Ricken
  - Darüber hinaus wurden 21-mal Tore von Borussia Dortmund zum Tor des Monats gewählt

Jugend:
- Fritz-Walter-Medaille (6):
  - Gold:
    - 2005  Marc-André Kruska (U18)
    - 2009  Mario Götze (U17)
    - 2010  Mario Götze (U18)
    - 2015  Felix Passlack (U17)

  - Bronze:
    - 2005  Sebastian Tyrała (U17)
    - 2018  Luca Unbehaun (U18)

Torschützenkönige
- Torschützenkönig der Fußball-Bundesliga (5):
  - 1966  Lothar Emmerich (31 Tore)
  - 1967  Lothar Emmerich (28 Tore)
  - 2002  Márcio Amoroso (18 Tore)
  - 2014  Robert Lewandowski (20 Tore)
  - 2017  Pierre-Emerick Aubameyang (31 Tore)
- Torschützenkönig im Europapokal der Pokalsieger (1):
  - 1966  Lothar Emmerich (14 Tore, Rekord)

### Erfolge der zweiten Mannschaft
Meisterschaften
- Meister der DFB-Nachwuchsrunde/Bundesliga-Reserverunde (2):
  - 1986 (4:3 n. V. gegen VfB Stuttgart)
  - 1996
- Meister der viertklassigen Regionalliga West (3):
  - 2009 (vor dem 1. FC Kaiserslautern II, Bilanz: 34 Spiele, 21 Siege, 5 Unentschieden, 8 Niederlagen, 86:49 Tore, 68 Punkte, 3 Punkte Vorsprung)
  - 2012 (vor den Sportfreunden Lotte, Bilanz: 36 Spiele, 24 Siege, 5 Unentschieden, 7 Niederlagen, 84:39 Tore, 77 Punkte, 1 Punkt Vorsprung)
  - 2022 (vor Rot-Weiss Essen, Bilanz: 40 Spiele, 27 Siege, 12 Unentschieden, 1 Niederlagen, 94:31 Tore, 93 Punkte, 3 Punkte Vorsprung)
- Meister der viertklassigen Oberliga Westfalen (3):
  - 1998 (vor dem FC Schalke 04 Amateure, Bilanz: 28 Spiele, 20 Siege, 5 Unentschieden, 3 Niederlagen, 86:34 Tore, 65 Punkte, 10 Punkte Vorsprung)
  - 2002 (vor dem FC Schalke 04 Amateure, Bilanz: 34 Spiele, 24 Siege, 6 Unentschieden, 4 Niederlagen, 91:34 Tore, 78 Punkte, 7 Punkte Vorsprung)
  - 2006 (vor dem SC Verl, Bilanz: 34 Spiele, 24 Siege, 7 Unentschieden, 3 Niederlagen, 79:25 Tore, 79 Punkte, 9 Punkte Vorsprung)
- Meister der viertklassigen Landesliga Westfalen (1):
  - 1969
- Meister der fünftklassigen Landesliga Westfalen (1):
  - 1983
- Vizemeister der viertklassigen Oberliga Westfalen (1):
  - 1995 (hinter FC Gütersloh Bilanz: 28 Spiele, 18 Siege, 7 Unentschieden, 3 Niederlagen, 71:28 Tore, 43:13 Punkte, 3 Punkte Rückstand)

Vereins-/Verbandspokal
- Finalist im FLVW Verbandspokal Westfalen (1):
  - 1991 (1:6 gegen Arminia Bielefeld)
- Teilnahme am DFB-Pokal (1):
  - 1991/92 (1. Runde 2:5 gegen den 1. FC Saarbrücken)
- Gewinner des Fußball-Kreispokal Dortmund (1):
  - 2005 (8:0 gegen SV Brackel)

Hallenfußball
- Gewinner der Hallenstadtmeisterschaft Dortmund (4):
  - 1996 (3:2 gegen VfR Sölde)
  - 1997 (10:9 nach Achtmeterschießen gegen SpVg Berghofen)
  - 1999 (1:0 gegen Hombrucher SV)
  - 2000 (2:1 gegen Hombrucher SV)

### Erfolge der Jugendmannschaften
Erfolge der A-Junioren/U19
- Deutscher Meister der A-Junioren (8):
  - 1994 (3:2 gegen Werder Bremen)
  - 1995 (2:0 gegen Bayer 04 Leverkusen)
  - 1996 (2:0 gegen den SV Waldhof Mannheim)
  - 1997 (2:1 gegen den TSV 1860 München)
  - 1998 (2:2 n. V., 2:1 n. E. gegen den FC Bayern München)
  - 2016 (5:3 gegen die TSG 1899 Hoffenheim)
  - 2017 (0:0 n. V., 8:7 n. E. gegen den FC Bayern München)
  - 2019 (5:3 gegen den VfB Stuttgart)
  - 2022 (2:1 gegen Hertha BSC)
- Deutscher Vizemeister der A-Junioren:
  - 2009 (1:2 gegen den 1. FSV Mainz 05)
- Meister der U19-Bundesliga West (4):
  - 2009 (vor Bayer 04 Leverkusen, Bilanz: 26 Spiele, 19 Siege, 5 Unentschieden, 2 Niederlagen, 89:32 Tore, 62 Punkte, 2 Punkte Vorsprung)
  - 2016 (vor dem FC Schalke 04, Bilanz: 26 Spiele, 21 Siege, 2 Unentschieden, 3 Niederlagen, 89:23 Tore, 66 Punkte, 5 Punkte Vorsprung)
  - 2017 (vor dem FC Schalke 04, Bilanz: 26 Spiele, 18 Siege, 4 Unentschieden, 4 Niederlagen, 69:27 Tore, 58 Punkte, 1 Punkt Vorsprung)
  - 2021 (vor dem FC Schalke 04, Bilanz: 16 Spiele, 10 Siege, 3 Unentschieden, 3 Niederlagen, 37:14 Tore, 44 Punkte, 11 Punkte Vorsprung)
- Meister der A-Junioren-Westfalenliga[1] (11):
  - 1972
  - 1978
  - 1985
  - 1986
  - 1989
  - 1990
  - 1992
  - 1993
  - 1994
  - 1995
  - 1996
- Meister der A-Junioren-Regionalliga West (2):
  - 1997
  - 1998
- Finalist im DFB-Junioren-Vereinspokal (1):
  - 2009 (2:2 n. V., 5:6 n. E. gegen den SC Freiburg)
- Sieger des WFLV-Pokal der A-Junioren[1] (1):
  - 1984
- Sieger des FLVW-Westfalenpokal der A-Junioren[1] (11):
  - 1970
  - 1989
  - 1992
  - 1994
  - 1995
  - 1996
  - 2000
  - 2007
  - 2008
  - 2010
  - 2012
- Sieger des Mercedes-Benz Junior Cup (1):
  - 2001
- Finalist des Mercedes-Benz Junior Cup (3):
  - 1996
  - 2002
  - 2010
- Teilnahmen an der NextGen Series (1): 2012/13

Erfolge der B-Junioren/U17
- Deutscher Meister der B-Junioren (6):
  - 1984 (1:0 gegen TSV 1860 München)
  - 1993 (5:1 gegen den FC Carl Zeiss Jena)
  - 1996 (6:1 gegen den 1. FC Saarbrücken)
  - 1998 (2:2 n. V. 5:4 n. E. gegen den VfB Stuttgart)
  - 2014 (2:1 gegen RB Leipzig)
  - 2015 (4:0 gegen den VfB Stuttgart)
  - 2018 (3:2 gegen den FC Bayern München)
- Deutscher Vizemeister der B-Junioren (7):
  - 1999 (1:3 gegen den VfB Stuttgart)
  - 2001 (0:4 gegen den FC Bayern München)
  - 2006 (0:2 gegen TSV 1860 München)
  - 2007 (0:1 gegen den FC Bayern München)
  - 2008 (4:6 gegen TSG 1899 Hoffenheim)
  - 2016 (0:2 gegen Bayer 04 Leverkusen)
  - 2019 (2:3 gegen den 1. FC Köln)
- Meister der U17-Bundesliga West (5):
  - 2008 (vor Borussia Mönchengladbach Bilanz: 26 Spiele, 18 Siege, 2 Unentschieden, 5 Niederlagen, 81:38 Tore, 59 Punkte, 9 Punkte Vorsprung)
  - 2014 (vor VfL Bochum Bilanz: 26 Spiele, 21 Siege, 3 Unentschieden, 2 Niederlagen, 70:11 Tore, 66 Punkte, 11 Punkte Vorsprung)
  - 2015 (vor Bayer 04 Leverkusen Bilanz: 26 Spiele, 20 Siege, 4 Unentschieden, 2 Niederlagen, 82:28 Tore, 64 Punkte, 6 Punkte Vorsprung)
  - 2016 (vor Bayer 04 Leverkusen Bilanz: 26 Spiele, 21 Siege, 4 Unentschieden, 1 Niederlage, 82:20 Tore, 67 Punkte, 2 Punkte Vorsprung)
  - 2018 (vor Bayer 04 Leverkusen Bilanz: 26 Spiele, 20 Siege, 5 Unentschieden, 1 Niederlage, 88:22 Tore, 65 Punkte, 9 Punkte Vorsprung)
  - 2019 (vor 1. FC Köln Bilanz: 26 Spiele, 21 Siege, 5 Unentschieden, 0 Niederlage, 93:14 Tore, 68 Punkte, 9 Punkte Vorsprung)
- Vizemeister der U17-Bundesliga West (2):
  - 2011 (hinter dem 1. FC Köln Bilanz: 26 Spiele, 20 Siege, 1 Unentschieden, 5 Niederlagen, 83:34 Tore, 61 Punkte, 7 Punkte Rückstand)
  - 2017 (hinter FC Schalke 04 Bilanz: 26 Spiele, 17 Siege, 5 Unentschieden, 4 Niederlagen, 69:24 Tore, 56 Punkte, 9 Punkte Rückstand)
- Meister der B-Junioren-Westfalenliga[1] (11):
  - 1979
  - 1983
  - 1984
  - 1986
  - 1990
  - 1993
  - 1994
  - 1995
  - 1996
  - 1998
  - 1999
  - 2005 (mit einer U16-Mannschaft)
- Meister der B-Junioren-Regionalliga West (6):
  - 2000
  - 2001
  - 2003
  - 2004
  - 2005
  - 2006
- Sieger des WFLV-Pokal der B-Junioren (3):
  - 1983
  - 1997
  - 2009
- Sieger des FLVW-Westfalenpokal der B-Junioren (8):
  - 1980 (geteilt mit FC Schalke 04)
  - 1983
  - 1997
  - 1998
  - 1999
  - 2000
  - 2007
  - 2009
  - 2014 (3:2 n. V. gegen FC Schalke 04)

Erfolge der weiteren Jugendmannschaften
- Meister der WFLV-C-Junioren-Meisterschaft[1]
  - 1982
  - 1991
  - 1997
  - 1999
  - 2000
  - 2005 (mit einer U14-Mannschaft)
- Meister der FVLW C-Junioren Westfalenmeisterschaft[1] (10):
  - 1980
  - 1981
  - 1982
  - 1991
  - 1992
  - 1994
  - 1997
  - 1998
  - 1999
  - 2000
- Meister der C-Junioren Regionalliga West (6):
  - 2001
  - 2002
  - 2004
  - 2005
  - 2009
  - 2013
- Sieger des WFLV-Pokal der C-Junioren[1] (6):
  - 1993
  - 2002
  - 2003
  - 2005
  - 2007
  - 2008
- Sieger des FLVW-Westfalenpokal der C-Junioren[1] (13):
  - 1990
  - 1992
  - 1993
  - 1994
  - 1997
  - 1998
  - 1999
  - 2002
  - 2003
  - 2005
  - 2006
  - 2007
  - 2013
- Sieger der WFLV-U14-Junioren-Nachwuchscup[1] (6):
  - 2006
  - 2007
  - 2008
  - 2009
  - 2010
  - 2012
- Meister der D-Junioren Westfalenmeisterschaft[1] (11):
  - 1990
  - 1992
  - 1993
  - 1994
  - 1995
  - 1996
  - 1997
  - 2000
  - 2001
  - 2002
  - 2004

### Erfolge der anderen Abteilungen
Borussia Dortmund Handball-Frauen
Meisterschaftserfolge
- Deutscher Meister:
  - 2021
- Deutscher Vizemeister (2):
  - 1999 (hinter dem VfB Leipzig; Bilanz: 22 Spiele, 15 Siege, 3 Unentschieden, 4 Niederlagen, 628:527 Tore, 33:11 Punkte, 5 Punkte Rückstand)
  - 2022 (hinter der SG BBM Bietigheim; Bilanz: 26 Spiele, 22 Siege, 0 Unentschieden, 4 Niederlagen, 776:643 Tore, 44:8 Punkte, 9 Punkte Rückstand)
- Meister 2. Bundesliga Mitte (2):
  - 1992 (vor dem SV Süd Braunschweig; Bilanz: 20 Spiele, 19 Siege, 0 Unentschieden, 1 Niederlage, 481:342 Tore, 38:2 Punkte, 3 Punkte Vorsprung)
  - 1993 (vor dem SG Guts Muths/BTSV Berlin Bilanz: 20 Spiele, 19 Siege, 0 Unentschieden, 1 Niederlage, 477:288 Tore, 38:2 Punkte, 1 Punkt Vorsprung)
- Meister 2. Bundesliga Nord:
  - 2008 (vor dem SVG Celle; Bilanz: 24 Spiele, 21 Siege, 1 Unentschieden, 2 Niederlagen, 725:544 Tore, 43:5 Punkte, 6 Punkte Vorsprung)

Nationale Pokalerfolge
- DHB-Pokalsieger:
  - 1997 (24:22 gegen TV Lützellinden)
- Finalist im DHB-Pokal (2):
  - 1994 (25:35 gegen TuS Walle Bremen)
  - 1998 (21:32 gegen TV Lützellinden)
- 3. Platz im DHB-Pokal:
  - 1999 (25:24 gegen FHC Frankfurt/Oder)
- Halbfinale im DHB-Pokal (6/3/3):
  - 1994 (28:20 gegen TV Lützellinden)
  - 1995 (21:28 gegen TV Lützellinden)
  - 1997 (28:22 gegen VfB Leipzig)
  - 1998 (27:26 gegen FHC Frankfurt/Oder)
  - 1999 (21:23 gegen TV Lützellinden)
  - 2001 (21:30 gegen TV Mainzlar)

Internationale Pokalerfolge
- EHF Challenge Cupsieger:
  - 2003 (24:16 und 21:27 gegen HCM Baia Mare)
- Finalist im EHF-Pokal:
  - 1997 (18:26 und 30:26 gegen RK Olimpija Ljubljana)
- Halbfinale im Europapokal der Pokalsieger (2/0/2):
  - 1995 (24:30 und 24:24 gegen TV Lützellinden)
  - 1998 (24:32 und 27:21 gegen Kraš Zagreb)
- Halbfinale im EHF-Pokal (2/1/1):
  - 1997 (26:16 und 19:20 gegen HC Oțelul Galați)
  - 2000
- Halbfinale im EHF Challenge Cup (1/1/0):
  - 2003

Aufstiegeserfolge
- Aufstieg in die 1. Bundesliga (3):
  - 1993 (vor der SG Guts Muths/BTSV Berlin; Bilanz: 20 Spiele, 19 Siege, 0 Unentschieden, 1 Niederlage, 477:288 Tore, 38:2 Punkte, 1 Punkt Vorsprung)
  - 2008 (vor der SVG Celle; Bilanz: 24 Spiele, 21 Siege, 1 Unentschieden, 2 Niederlagen, 725:544 Tore, 43:5 Punkte, 6 Punkte Vorsprung)
  - 2015 als Vizemeister (hinter der SG Handball Rosengarten und vor dem BSV Sachsen Zwickau; Bilanz: 26 Spiele, 17 Siege, 3 Unentschieden, 6 Niederlagen, 738:630 Tore, 37:15 Punkte, 6 Punkte Rückstand und 1 Punkt Vorsprung)
- Aufstieg in die 2. Bundesliga:
  - 1991

Borussia Dortmund Tischtennis-Männer
Meisterschaftserfolge
- Westdeutscher Meister
  - 1966 (Meister der Oberliga West, damals höchste deutsche Spielklasse)
- Meister der 2. Bundesliga Nord (2)
  - 2004
  - 2009

## Detaillierte Statistik der Endspielteilnahmen des BVB

### Teilnahme an deutschen Meisterschaftsendspielen

#### Deutsche Meisterschaft 1949
| Borussia Dortmund – VfR Mannheim – 2:3 nach Verlängerung (1:0, 1:2, 0:1) | |  |
| Austragungsort                                                           | Neckarstadion Stuttgart, 10. Juli 1949, 93.000 Zuschauer |  |
| Aufstellung                                                              | Günther Rau, Heinrich Ruhmhofer, Erwin Halfen, Wilhelm Buddenberg, Paul Koschmieder, Erich Schanko, Herbert Erdmann, Max Michallek, Edmond Kasperski, Alfred Preißler, Friedrich Ibel |  |
| Trainer                                                                  | Edy Havlicek |  |
| Tore                                                                     | 1:0 (5. Herbert Erdmann), 1:1 (74. Ernst Löttke), 2:1 (82. Herbert Erdmann), 2:2 (85. Ernst Langlotz), 2:3 (108. Ernst Löttke)                                                        |  |

#### Deutsche Meisterschaft 1956
| Borussia Dortmund – Karlsruher SC – 4:2 (2:1) | |  |
| Austragungsort                                | Olympiastadion Berlin, 24. Juni 1956, 75.000 Zuschauer |  |
| Aufstellung                                   | Heinrich Kwiatkowski, Wilhelm Burgsmüller, Herbert Sandmann, Elwin Schlebrowski, Max Michallek, Helmut Bracht, Wolfgang Peters, Alfred Preißler, Alfred Kelbassa, Alfred Niepieklo, Helmut Kapitulski |  |
| Trainer                                       | Helmut Schneider |  |
| Tore                                          | 0:1 (10. Ernst Kunkel), 1:1 (15. Alfred Niepieklo), 2:1 (26. Alfred Kelbassa), 3:1 (53. Alfred Preißler), 4:1 (57. Wolfgang Peters), 4:2 (62. Wilhelm Burgsmüller, Eigentor)                          |  |

#### Deutsche Meisterschaft 1957
| Borussia Dortmund – Hamburger SV – 4:1 (3:1) | |  |
| Austragungsort                               | Niedersachsenstadion Hannover, 23. Juni 1957, 82.000 Zuschauer |  |
| Aufstellung                                  | Heinrich Kwiatkowski, Wilhelm Burgsmüller, Herbert Sandmann, Elwin Schlebrowski, Max Michallek, Helmut Bracht, Wolfgang Peters, Alfred Preißler, Alfred Kelbassa, Alfred Niepieklo, Helmut Kapitulski |  |
| Trainer                                      | Helmut Schneider |  |
| Tore                                         | 1:0 (16. Alfred Kelbassa), 1:1 (25. Gerhard Krug), 2:1 (25. Alfred Kelbassa), 3:1 (26. Alfred Niepieklo), 4:1 (77. Alfred Niepieklo)                                                                  |  |

#### Deutsche Meisterschaft 1961
| Borussia Dortmund – 1. FC Nürnberg – 0:3 (0:2) | |  |
| Austragungsort                                 | Niedersachsenstadion Hannover, 24. Juni 1961, 82.000 Zuschauer |  |
| Aufstellung                                    | Heinrich Kwiatkowski, Wilhelm Burgsmüller, Rolf Thiemann, Dieter Kurrat, Lothar Geisler, Wolfgang Peters, Alfred Kelbassa, Aki Schmidt, Jürgen Schütz, Friedhelm Konietzka, Gerhard Cyliax |  |
| Trainer                                        | Max Merkel |  |
| Tore                                           | 0:1 (6. Kurt Haseneder), 0:2 (44. Heinrich Müller), 0:3 (67. Heinz Strehl) |  |

#### Deutsche Meisterschaft 1963
| Borussia Dortmund – 1. FC Köln – 3:1 (1:0) | |  |
| Austragungsort                             | Neckarstadion Stuttgart, 29. Juni 1963, 75.000 Zuschauer |  |
| Aufstellung                                | Bernhard Wessel, Wilhelm Burgsmüller, Lothar Geisler, Helmut Bracht, Wolfgang Paul, Dieter Kurrat, Reinhold Wosab, Aki Schmidt, Jürgen Schütz, Friedhelm Konietzka, Gerhard Cyliax |  |
| Trainer                                    | Hermann Eppenhoff |  |
| Tore                                       | 1:0 (9. Dieter Kurrat), 2:0 (57. Reinhold Wosab), 3:0 (65. Aki Schmidt), 3:1 (73. Karl-Heinz Schnellinger)                                                                         |  |

### Teilnahme an deutschen Pokalendspielen

#### Deutsches Pokalfinale 1963
| Borussia Dortmund – Hamburger SV – 0:3 (0:2) | |  |
| Austragungsort                               | Niedersachsenstadion Hannover, 14. August 1963, 70.000 Zuschauer |  |
| Aufstellung                                  | Bernhard Wessel, Wilhelm Burgsmüller, Lothar Geisler, Helmut Bracht, Wilhelm Sturm, Dieter Kurrat, Reinhold Wosab, Aki Schmidt, Franz Brungs, Burghard Rylewicz, Gerhard Cyliax |  |
| Trainer                                      | Hermann Eppenhoff |  |
| Tore                                         | 0:1 (31. Uwe Seeler), 0:2 (33. Uwe Seeler), 0:3 (84. Uwe Seeler) |  |

#### Deutsches Pokalfinale 1965
| Borussia Dortmund – Alemannia Aachen – 2:0 (2:0) | |  |
| Austragungsort                                   | Niedersachsenstadion Hannover, 22. Mai 1965, 68.000 Zuschauer |  |
| Aufstellung                                      | Hans Tilkowski, Gerhard Cyliax, Theodor Redder, Dieter Kurrat, Wolfgang Paul, Hermann Straschitz, Reinhold Wosab, Aki Schmidt, Friedhelm Konietzka, Wilhelm Sturm, Lothar Emmerich |  |
| Trainer                                          | Hermann Eppenhoff |  |
| Tore                                             | 1:0 (10. Aki Schmidt), 2:0 (18. Lothar Emmerich) |  |

#### Deutsches Pokalfinale 1989
| Borussia Dortmund – Werder Bremen – 4:1 (1:1) | |  |
| Austragungsort                                | Olympiastadion Berlin, 24. Juni 1989, 76.000 Zuschauer |  |
| Aufstellung                                   | Wolfgang de Beer, Günter Kutowski, Thomas Kroth, Thomas Helmer, Günter Breitzke (73. Michael Lusch), Michael Zorc, Andreas Möller, Michael Rummenigge, Murdo MacLeod, Norbert Dickel (77. Bernd Storck), Frank Mill |  |
| Trainer                                       | Horst Köppel |  |
| Tore                                          | 0:1 (15. Karlheinz Riedle), 1:1 (21. Norbert Dickel), 2:1 (58. Frank Mill), 3:1 (73. Norbert Dickel), 4:1 (74. Michael Lusch)                                                                                       |  |

#### Deutsches Pokalfinale 2008
| Borussia Dortmund – FC Bayern München – 1:2 n. V. (0:1) | |  |
| Austragungsort                                          | Olympiastadion Berlin, 19. April 2008, 74.244 Zuschauer |  |
| Aufstellung                                             | Marc Ziegler, Antonio Rukavina (79. Delron Buckley), Christian Wörns, Robert Kovač, Dedê, Jakub Błaszczykowski (108. ), Sebastian Kehl (89. Nelson Valdez), Florian Kringe, Tinga, Alexander Frei (71. Diego Klimowicz), Mladen Petrić |  |
| Trainer                                                 | Thomas Doll |  |
| Tore                                                    | 0:1 (11. Luca Toni), 1:1 (90.+2 Mladen Petrić), 1:2 (103. Luca Toni) |  |

#### Deutsches Pokalfinale 2012
| Borussia Dortmund – FC Bayern München – 5:2 (3:1) | |  |
| Austragungsort                                    | Olympiastadion Berlin, 12. Mai 2012, 75.708 Zuschauer |  |
| Aufstellung                                       | Roman Weidenfeller (34. Mitchell Langerak), Marcel Schmelzer, Mats Hummels, Neven Subotić, Łukasz Piszczek, Sebastian Kehl, İlkay Gündoğan, Kevin Großkreutz, Shinji Kagawa (81. Sven Bender), Jakub Błaszczykowski (84. Ivan Perišić), Robert Lewandowski |  |
| Trainer                                           | Jürgen Klopp |  |
| Tore                                              | 1:0 (3. Shinji Kagawa), 1:1 (25. Arjen Robben), 2:1 (41. Mats Hummels), 3:1 (45. +1 Robert Lewandowski), 4:1 (58. Robert Lewandowski), 4:2 (76. Franck Ribéry), 5:2 (81. Robert Lewandowski)                                                               |  |

#### Deutsches Pokalfinale 2014
| Borussia Dortmund – FC Bayern München – 0:2 (0:0) n. V. | |  |
| Austragungsort                                          | Olympiastadion Berlin, 17. Mai 2014, 76.197 Zuschauer |  |
| Aufstellung                                             | Roman Weidenfeller, Łukasz Piszczek, Sokratis, Mats Hummels, Marcel Schmelzer, Nuri Şahin, Miloš Jojić (83. Pierre-Emerick Aubameyang), Kevin Großkreutz (110. Jonas Hofmann), Henrich Mchitarjan (60. Oliver Kirch), Robert Lewandowski, Marco Reus |  |
| Trainer                                                 | Jürgen Klopp |  |
| Tore                                                    | 0:1 (107. Arjen Robben), 0:2 (120.+3' Thomas Müller) |  |

#### Deutsches Pokalfinale 2015
| Borussia Dortmund – VfL Wolfsburg – 1:3 (1:3) | |  |
| Austragungsort                                | Olympiastadion Berlin, 30. Mai 2015, 75.815 Zuschauer |  |
| Aufstellung                                   | Mitchell Langerak, Erik Durm (68. Łukasz Piszczek), Neven Subotić, Mats Hummels, Marcel Schmelzer, Sebastian Kehl (68. Jakub Błaszczykowski), İlkay Gündoğan, Henrich Mchitarjan, Shinji Kagawa, Marco Reus (79. Ciro Immobile), Pierre-Emerick Aubameyang |  |
| Trainer                                       | Jürgen Klopp |  |
| Tore                                          | 1:0 (5. Pierre-Emerick Aubameyang), 1:1 (22. Luiz Gustavo), 1:2 (33. Kevin De Bruyne), 1:3 (38. Bas Dost) |  |

#### Deutsches Pokalfinale 2016
| Bayern München – Borussia Dortmund – 0:0 n. V., 4:3 i. E. | |  |
| Austragungsort                                            | Olympiastadion Berlin, 21. Mai 2016, 74.322 Zuschauer |  |
| Aufstellung                                               | Roman Bürki – Sven Bender, Sokratis, Mats Hummels (78. Matthias Ginter) – Łukasz Piszczek, Marcel Schmelzer (70. Erik Durm) – Julian Weigl – Henrich Mchitarjan, Gonzalo Castro (106. Shinji Kagawa) – Marco Reus – Pierre-Emerick Aubameyang    |  |
| Trainer                                                   | Thomas Tuchel |  |
| Tore                                                      | 0:1 Shinji Kagawa 1:1 Arturo Vidal Manuel Neuer hält gegen Sven Bender 2:1 Robert Lewandowski Sokratis trifft den Pfosten Roman Bürki hält gegen Joshua Kimmich 2:2 Pierre-Emerick Aubameyang 3:2 Thomas Müller 3:3 Marco Reus 4:3 Douglas Costa |  |

#### Deutsches Pokalfinale 2017
| Eintracht Frankfurt – Borussia Dortmund – 1:2 (1:1) | |  |
| Austragungsort                                      | Olympiastadion Berlin, 27. Mai 2017, 74.322 Zuschauer |  |
| Aufstellung                                         | Roman Bürki – Sokratis, Marc Bartra (76. Erik Durm), Marcel Schmelzer (46. Gonzalo Castro) – Raphaël Guerreiro, Matthias Ginter, Łukasz Piszczek – Shinji Kagawa, Ousmane Dembélé – Marco Reus (46. Christian Pulisic), Pierre-Emerick Aubameyang |  |
| Trainer                                             | Thomas Tuchel |  |
| Tore                                                | 0:1 (8. Ousmane Dembélé), 1:1 (29. Ante Rebić), 1:2 (67. Pierre-Emerick Aubameyang) |  |

#### Deutsches Pokalfinale 2021
| RB Leipzig – Borussia Dortmund – 1:4 (0:3) | |  |
| Austragungsort                             | Olympiastadion Berlin, 13. Mai 2021, keine Zuschauer (in Folge der COVID-19-Pandemie) |  |
| Aufstellung                                | Roman Bürki – Raphaël Guerreiro, Mats Hummels, Manuel Akanji, Łukasz Piszczek – Emre Can, Mahmoud Dahoud (74. Thomas Delaney), Jude Bellingham (46. Thorgan Hazard) – Jadon Sancho (89. Thomas Meunier), Erling Haaland (90+2. Julian Brandt), Marco Reus (90+2. Giovanni Reyna) |  |
| Trainer                                    | Edin Terzić |  |
| Tore                                       | 0:1 Sancho (5.), 0:2 Haaland (28.), 0:3 Sancho (45.), 1:3 Olmo (72.), 1:4 Haaland (87.) |  |

### Teilnahme an Europa- und Weltpokalendspielen

#### Europapokal der Pokalsieger 1966
| Borussia Dortmund – FC Liverpool – 2:1 nach Verlängerung (0:0, 1:1) | |  |
| Austragungsort                                                      | Hampden Park, Glasgow, 5. Mai 1966, 55.000 Zuschauer |  |
| Aufstellung                                                         | Hans Tilkowski, Gerhard Cyliax, Wolfgang Paul, Theodor Redder, Rudolf Assauer, Dieter Kurrat, Wilhelm Sturm, Reinhard Libuda, Aki Schmidt, Sigfried Held, Lothar Emmerich |  |
| Trainer                                                             | Willi Multhaup |  |
| Tore                                                                | 1:0 (61. Sigfried Held), 1:1 (68. Roger Hunt), 2:1 (106. Reinhard Libuda)                                                                                                 |  |

#### UEFA-Pokal 1993
| Borussia Dortmund – Juventus Turin – 1:3 (1:2) | |  |
| Austragungsort                                 | Westfalenstadion Dortmund, 5. Mai 1993, 37.000 Zuschauer |  |
| Aufstellung                                    | Stefan Klos, Uwe Grauer, Bodo Schmidt, Stefan Reuter, Michael Lusch, Michael Zorc (70. Steffen Karl), Thomas Franck (46. Frank Mill), Gerhard Poschner, Knut Reinhardt, Michael Rummenigge, Stéphane Chapuisat |  |
| Trainer                                        | Ottmar Hitzfeld |  |
| Tore                                           | 1:0 (2. Michael Rummenigge), 1:1 (27. Dino Baggio), 1:2 (30. Roberto Baggio), 1:3 (74. Roberto Baggio) |  |

| Juventus Turin – Borussia Dortmund – 3:0 (2:0) | |  |
| Austragungsort                                 | Stadio delle Alpi Turin, 19. Mai 1993, 62.000 Zuschauer |  |
| Aufstellung                                    | Stefan Klos, Ned Zelic, Bodo Schmidt, Michael Schulz, Stefan Reuter (65. Michael Lusch), Michael Rummenigge (43. Thomas Franck), Steffen Karl, Gerhard Poschner, Knut Reinhardt, Lothar Sippel, Frank Mill |  |
| Trainer                                        | Ottmar Hitzfeld |  |
| Tore                                           | 1:0 (5. Dino Baggio), 2:0 (43. Dino Baggio), 3:0 (65. Andreas Möller) |  |

#### UEFA Champions League 1997
| Borussia Dortmund – Juventus Turin – 3:1 (2:0) | |  |
| Austragungsort                                 | Olympiastadion München, 28. Mai 1997, 59.000 Zuschauer |  |
| Aufstellung                                    | Stefan Klos, Stefan Reuter, Matthias Sammer, Martin Kree, Jürgen Kohler, Paul Lambert, Jörg Heinrich, Paulo Sousa, Andreas Möller (89. Michael Zorc), Karlheinz Riedle (67. Heiko Herrlich), Stéphane Chapuisat (70. Lars Ricken) |  |
| Trainer                                        | Ottmar Hitzfeld |  |
| Tore                                           | 1:0 (29. Karlheinz Riedle), 2:0 (34. Karlheinz Riedle), 2:1 (66. Alessandro Del Piero), 3:1 (71. Lars Ricken) |  |

#### Weltpokal 1997
| Borussia Dortmund – Cruzeiro Belo Horizonte – 2:0 (1:0) | |  |
| Austragungsort                                          | Olympiastadion Tokio, 2. Dezember 1997, 55.000 Zuschauer |  |
| Aufstellung                                             | Stefan Klos, Wolfgang Feiersinger, Stefan Reuter, Júlio César, Jörg Heinrich, Steffen Freund, Paulo Sousa, Andreas Möller, Michael Zorc (80. Jovan Kirovski), Heiko Herrlich, Stéphane Chapuisat (75. Harry Decheiver) |  |
| Trainer                                                 | Nevio Scala |  |
| Tore                                                    | 1:0 (34. Michael Zorc), 2:0 (85. Heiko Herrlich) |  |

#### UEFA Super Cup 1997
| FC Barcelona – Borussia Dortmund – 2:0 (1:0) | |  |
| Austragungsort                               | Camp Nou Barcelona, 8. Januar 1998, 50.000 Zuschauer |  |
| Aufstellung                                  | Stefan Klos – Manfred Binz – Martin Kree, René Schneider (46. Knut Reinhardt), Lars Ricken, Jörg Heinrich – Steffen Freund, Wladimir Wladimirowitsch But (77. Michael Zorc), Jovan Kirovski – Ibrahim Tanko (58. Stéphane Chapuisat), Harry Decheiver |  |
| Trainer                                      | Nevio Scala |  |
| Tore                                         | 1:0 (8. Luis Enrique), 2:0 (61. Rivaldo) |  |

| Borussia Dortmund – FC Barcelona – 1:1 (0:1) | |  |
| Austragungsort                               | Westfalenstadion Dortmund, 11. März 1998, 32.500 Zuschauer |  |
| Aufstellung                                  | Stefan Klos – Manfred Binz – Martin Kree, René Schneider, Jürgen Kohler (72. Jovan Kirovski), Jörg Heinrich – Steffen Freund, Michael Zorc (19. Björn Mehnert), Lars Ricken – Stéphane Chapuisat (46. Bashiru Gambo), Harry Decheiver |  |
| Trainer                                      | Nevio Scala |  |
| Tore                                         | 0:1 (6. Giovanni Silva de Oliveira), 1:1 (64. Jörg Heinrich) |  |

#### UEFA-Pokal 2002
| Borussia Dortmund – Feyenoord Rotterdam – 2:3 (0:2) | |  |
| Austragungsort                                      | De Kuip Rotterdam, 8. Mai 2002, 55.000 Zuschauer |  |
| Aufstellung                                         | Jens Lehmann, Evanilson, Jürgen Kohler (31. ), Christian Wörns, Dedê, Stefan Reuter, Lars Ricken (70. Jörg Heinrich), Tomáš Rosický, Ewerthon (62. Otto Addo), Márcio Amoroso, Jan Koller |  |
| Trainer                                             | Matthias Sammer |  |
| Tore                                                | 0:1 (33. Pierre van Hooijdonk), 0:2 (40. Pierre van Hooijdonk), 1:2 (47. Márcio Amoroso), 1:3 (50. Jon Dahl Tomasson), 2:3 (58. Jan Koller)                                               |  |

#### UEFA Champions League 2013
| Borussia Dortmund – FC Bayern München – 1:2 (0:0) | |  |
| Austragungsort                                    | Wembley-Stadion, 25. Mai 2013, 86.298 Zuschauer |  |
| Aufstellung                                       | Roman Weidenfeller, Łukasz Piszczek, Neven Subotić, Mats Hummels, Marcel Schmelzer, Sven Bender (90.+1 Nuri Şahin), İlkay Gündoğan, Jakub Błaszczykowski (90.+1 Julian Schieber), Marco Reus, Kevin Großkreutz, Robert Lewandowski |  |
| Trainer                                           | Jürgen Klopp |  |
| Tore                                              | 0:1 (60. Mario Mandžukić), 1:1 (68. İlkay Gündoğan), 1:2 (89. Arjen Robben) |  |

#### UEFA Champions League 2024
| Borussia Dortmund – Real Madrid – 0:2 (0:0) | |  |
| Austragungsort                              | Wembley-Stadion, 1. Juni 2024, 86.212 Zuschauer |  |
| Aufstellung                                 | Gregor Kobel, Julian Ryerson, Mats Hummels, Nico Schlotterbeck, Ian Maatsen, Emre Can (81. Donyell Malen), Marcel Sabitzer, Julian Brandt (81. Sébastien Haller), Jadon Sancho (87. Jamie Bynoe-Gittens), Karim Adeyemi (72. Marco Reus), Niclas Füllkrug |  |
| Trainer                                     | Edin Terzić |  |
| Tore                                        | 0:1 (74. Dani Carvajal), 0:2 (83. Vinícius Júnior) |  |

## Personen

### BV. Borussia 09 e.V. Dortmund
| Funktion                 |                                |
| ------------------------ | ------------------------------ |
| Verein                   |                                |
| Lunow, Reinhold          | Präsident                      |
| Seidel, Silke            | Stellvertreter des Präsidenten |
| Möllmann, Bernd          | Schatzmeister                  |
| Fan- und Förderabteilung |                                |
| Scholz, Jakob            | Abteilungsleiter               |
| Westerfellhaus, Tobias   | stellv. Abteilungsleiter       |
| Krömker, André           | Finanzen                       |
| van Leeuwen, Jan         | Fan-Koordination               |
| Skroblin, Alex           | Organisation                   |
| Handballabteilung        |                                |
| Thiele, Rupert           | Abteilungsleiter               |
| Kuno, Andreas            | stellv. Abteilungsleiter       |
| Pfefferkuch, Maria       | Kassenwartin                   |
| Tischtennisabteilung     |                                |
| Reitemeyer, Ursula       | Abteilungsleiterin             |
| Lautenschläger, Udo      | stellv. Abteilungsleiter       |
| Fadeev, Evgeny           | Sportlicher Leiter             |
| Qi, Wencheng             | Jugendwart                     |
| Schäfer, Frank           | Gerätewart                     |
| Czedzak, Andreas         | Medienbeauftragter             |
| Dahlmann, Uwe            | Seniorenbeauftragter           |

Neben dem Vorstand besteht ein Wirtschaftsrat mit beratender Funktion in allen wirtschaftlichen Fragen. Dieser setzt sich zum Teil aus aktiven und ehemaligen Politikern zusammen; ihm gehören Winfried Materna (Vorsitzender), Michele Puller (stellv. Vorsitzender), Reinhold Schulte, Thomas Steg, Bodo Löttgen, Oliver Hermes, Thomas Westphal und Volker Gruhn an.
Es besteht außerdem ein Ältestenrat, der sich vorwiegend aus früheren Spielern des Clubs zusammensetzt. Die Mitglieder des Rates sind Fritz Lünschermann (Vorsitzender), Günter Kutowski (stellv. Vorsitzender), Wolfgang Paul (Ehrenvorsitzender), Willi Burgsmüller, Norbert Dickel, Sigi Held, Lothar Huber, Gerhard Langemeyer, und Theo Redder.

### Borussia Dortmund GmbH & Co KGaA
| Name, Vorname        | Funktion |
| -------------------- | --- |
| Geschäftsführung     | |
| Watzke, Hans-Joachim | Vorsitzender der Geschäftsführung Unternehmensstrategie, Unternehmenskommunikation, Kommunikation, Personal |
| Ricken, Lars         | Geschäftsführer Sport                                                                                       |
| Treß, Thomas         | Geschäftsführer Finanzen, Organisation, Recht & IR                                                          |
| Cramer, Carsten      | Geschäftsführer Marketing & Vertrieb / Digitalisierung & Internationalisierung                              |
| Bereichsleiter       | |
| Fligge, Sascha       | Kommunikation                                                                                               |
| Timmermann, Corinna  | Personal |
| Kehl, Sebastian      | Sport |
| Hockenjos, Christian | Organisation                                                                                                |
| Stahlschmidt, Mark   | Finanzen |
| Steden, Robin        | Recht & IR                                                                                                  |
| Mühl, Alexander      | Marketing & Digitalisierung                                                                                 |
| Scholz, Benedikt     | Internationalisierung Commercial Partnerships                                                               |

Dem Aufsichtsrat der KGaA gehören Silke Seidel (Vorsitzende), Ulrich Leitermann (Stellvertretender Vorsitzender), Matthias Bäumer, Judith Dommermuth, Bernd Geske, Bodo Löttgen, Reinhold Lunow, Bernhard Pellens, Christian Schmid und Michael Zorc an.

### Trainer seit Gründung der Bundesliga
- Hermann Eppenhoff (1963–1965)
- Heinrich Kwiatkowski (1965)
- Willi Multhaup (1965–1966)
- Heinz Murach (1966–1968)
- Oswald Pfau (1968)
- Helmut Bracht (1968)
- Helmut Schneider (1969)
- Hermann Lindemann (1969–1970)
- Helmut Bracht (1970)
- Horst Witzler (1970–1971)
- Herbert Burdenski (1972–1973)
- Detlev Brüggemann (1973)
- Max Michallek/Dieter Kurrat (1973)
- János Bédl (1973–1974)
- Dieter Kurrat (1974)
- Otto Knefler (1974–1976)
- Horst Buhtz (1976)
- Otto Rehhagel (1976–1978)
- Sigfried Held (1978)
- Carl-Heinz Rühl (1978–1979)
- Uli Maslo (1979)
- Udo Lattek (1979–1981)
- Rolf Bock (1981)
- Branko Zebec (1981–1982)
- Karl-Heinz Feldkamp (1982–1983)
- Helmut Witte (1983)
- Uli Maslo (1983)
- Helmut Witte (1983)
- Hans-Dieter Tippenhauer (1983)
- Horst Franz (1983–1984)
- Timo Konietzka (1984)
- Reinhard Saftig (1984)
- Erich Ribbeck (1984–1985)
- Pál Csernai (1985–1986)
- Reinhard Saftig (1986–1988)
- Horst Köppel (1988–1991)
- Ottmar Hitzfeld (1991–1997)
- Nevio Scala (1997–1998)
- Michael Skibbe (1998–2000)
- Bernd Krauss (2000)
- Udo Lattek (2000)
- Matthias Sammer (2000–2004)
- Bert van Marwijk (2004–2006)
- Jürgen Röber (2006–2007)
- Thomas Doll (2007–2008)
- Jürgen Klopp (2008–2015)
- Thomas Tuchel (2015–2017)
- Peter Bosz (2017)
- Peter Stöger (2017–2018)
- Lucien Favre (2018–2020)
- Edin Terzić (2020–2021)
- Marco Rose (2021–2022)
- Edin Terzić (2022–2024)
- Nuri Şahin (2024–2025)
- Mike Tullberg (2025)
- Niko Kovač (seit 2025)

### Mannschaftskapitäne seit Gründung der Bundesliga
Folgende Spieler waren Spielführer von Borussia Dortmund seit Einführung der Bundesliga 1963:
- 1963–1965: Aki Schmidt
- 1965–1968: Wolfgang Paul
- 1968–1971: Sigi Held
- 1971–1974: „Hoppy“ Kurrat
- 1974–1977: Klaus Ackermann
- 1977–1979: Lothar Huber
- 1979–1983: Manni Burgsmüller
- 1983–1985: Rolf Rüssmann
- 1985–1987: Dirk Hupe
- 1987–1988: Frank Mill
- 1988–1997: Michael Zorc
- 1997–2003: Stefan Reuter
- 2003–2004: Christoph Metzelder
- 2004–2008: Christian Wörns
- 2008–2014: Sebastian Kehl
- 2014–2016: Mats Hummels
- 2016–2018: Marcel Schmelzer
- 2018–2023: Marco Reus
- seit 2023: Emre Can

### Die Präsidenten des Borussia Dortmund e. V.
- 1909–1910 Heinrich Unger
- 1910–1923 Franz Jacobi
- 1923–1928 Heinz Schwaben
- 1928–1933 August Busse
- 1933–1934 Egon Pentrup
- 1934–1945 August Busse
- 1945–1946 Willi Bietzek
- 1946–1952 Rudi Lückert
- 1952–1964 Werner Wilms
- 1964–1965 Kurt Schönherr
- 1965–1968 Willi Steegmann
- 1968–1974 Walter Kliemt
- 1974–1979 Heinz Günther
- 1979–1982 Reinhard Rauball
- 1982–1983 Jürgen Vogt
- 1983 Friedhelm Cramer
- 1983–1984 Frank Roring
- 1984–1986 Reinhard Rauball
- 1986–2004 Gerd Niebaum
- 2004–2022 Reinhard Rauball
- seit 2022 Reinhold Lunow

### Spieler mit den meisten Bundesliga-Einsätzen
| Spielername        | Anzahl | Zeitraum                |
| ------------------ | ------ | ----------------------- |
| Michael Zorc       | 463    | 1981–1998               |
| Mats Hummels       | 367    | 2008–2016 und 2019–2024 |
| Roman Weidenfeller | 349    | 2002–2018               |
| Dedê               | 322    | 1998–2011               |
| Stefan Reuter      | 307    | 1992–2004               |
| Lars Ricken        | 302    | 1993–2007               |
| Marco Reus         | 295    | 2012–2024               |
| Günter Kutowski    | 288    | 1984–1996               |
| Sebastian Kehl     | 274    | 2002–2015               |
| Łukasz Piszczek    | 264    | 2010–2021               |
| Marcel Schmelzer   | 258    | 2008–2022               |
| Stefan Klos        | 254    | 1990–1998               |
| Lothar Huber       | 254    | 1976–1987               |
| Eike Immel         | 247    | 1978–1986               |
| Dieter Kurrat      | 247    | 1963–1972               |
| Christian Wörns    | 240    | 1999–2008               |
| Sigfried Held      | 230    | 1965–1971 und 1977–1979 |

fett = noch aktiv; Stand: 25. Juni 2024

### Spieler mit den meisten Bundesliga-Toren
| Spielername               | Anzahl |
| ------------------------- | ------ |
| Manfred Burgsmüller       | 135    |
| Michael Zorc              | 131    |
| Marco Reus                | 120    |
| Lothar Emmerich           | 115    |
| Stéphane Chapuisat        | 102    |
| Pierre-Emerick Aubameyang | 98     |
| Robert Lewandowski        | 74     |
| Andreas Möller            | 71     |
| Erling Haaland            | 62     |
| Reinhold Wosab            | 60     |
| Jan Koller                | 59     |
| Lars Ricken               | 49     |
| Ewerthon                  | 47     |
| Frank Mill                | 47     |
| Sigfried Held             | 44     |
| Timo Konietzka            | 42     |
| Shinji Kagawa             | 41     |

fett = noch aktiv; Stand: 25. Juni 2024
| Saison                       | Spieler                                         | Tore |
| ---------------------------- | ----------------------------------------------- | ---- |
| Fußball-Bundesliga 2023/24   | Donyell Malen                                   | 13   |
| Fußball-Bundesliga 2022/23   | Julian Brandt, Sebastien Haller & Donyell Malen | 9    |
| Fußball-Bundesliga 2021/22   | Erling Haaland                                  | 22   |
| Fußball-Bundesliga 2020/21   | Erling Haaland                                  | 27   |
| Fußball-Bundesliga 2019/20   | Jadon Sancho                                    | 17   |
| Fußball-Bundesliga 2018/19   | Paco Alcácer                                    | 18   |
| Fußball-Bundesliga 2017/18   | Pierre-Emerick Aubameyang                       | 13   |
| Fußball-Bundesliga 2016/17   | Pierre-Emerick Aubameyang                       | 31   |
| Fußball-Bundesliga 2015/16   | Pierre-Emerick Aubameyang                       | 25   |
| Fußball-Bundesliga 2014/15   | Pierre-Emerick Aubameyang                       | 16   |
| Fußball-Bundesliga 2013/14   | Robert Lewandowski                              | 20   |
| Fußball-Bundesliga 2012/13   | Robert Lewandowski                              | 24   |
| Fußball-Bundesliga 2011/12   | Robert Lewandowski                              | 22   |
| Fußball-Bundesliga 2010/11   | Lucas Barrios                                   | 16   |
| Fußball-Bundesliga 2009/10   | Lucas Barrios                                   | 19   |
| Fußball-Bundesliga 2008/09   | Alexander Frei                                  | 12   |
| Fußball-Bundesliga 2007/08   | Mladen Petrić                                   | 13   |
| Fußball-Bundesliga 2006/07   | Alexander Frei                                  | 16   |
| Fußball-Bundesliga 2005/06   | Ebi Smolarek                                    | 13   |
| Fußball-Bundesliga 2004/05   | Jan Koller                                      | 15   |
| Fußball-Bundesliga 2003/04   | Jan Koller & Ewerthon                           | 16   |
| Fußball-Bundesliga 2002/03   | Jan Koller                                      | 13   |
| Fußball-Bundesliga 2001/02   | Márcio Amoroso                                  | 18   |
| Fußball-Bundesliga 2000/01   | Fredi Bobic                                     | 10   |
| Fußball-Bundesliga 1999/2000 | Fredi Bobic                                     | 7    |
| Fußball-Bundesliga 1998/99   | Stéphane Chapuisat                              | 8    |
| Fußball-Bundesliga 1997/98   | Stéphane Chapuisat                              | 14   |
| Fußball-Bundesliga 1996/97   | Stéphane Chapuisat                              | 13   |
| Fußball-Bundesliga 1995/96   | Michael Zorc                                    | 15   |
| Fußball-Bundesliga 1994/95   | Michael Zorc                                    | 15   |
| Fußball-Bundesliga 1993/94   | Stéphane Chapuisat                              | 17   |
| Fußball-Bundesliga 1992/93   | Stéphane Chapuisat                              | 15   |
| Fußball-Bundesliga 1991/92   | Stéphane Chapuisat                              | 20   |
| Fußball-Bundesliga 1990/91   | Michael Rummenigge                              | 8    |
| Fußball-Bundesliga 1989/90   | Andreas Möller & Michael Zorc                   | 10   |
| Fußball-Bundesliga 1988/89   | Norbert Dickel                                  | 12   |
| Fußball-Bundesliga 1987/88   | Michael Zorc                                    | 13   |
| Fußball-Bundesliga 1986/87   | Norbert Dickel                                  | 20   |
| Fußball-Bundesliga 1985/86   | Jürgen Wegmann                                  | 14   |
| Fußball-Bundesliga 1984/85   | Michael Zorc                                    | 8    |
| Fußball-Bundesliga 1983/84   | Erdal Keser & Bernd Klotz                       | 9    |
| Fußball-Bundesliga 1982/83   | Manfred Burgsmüller                             | 17   |
| Fußball-Bundesliga 1981/82   | Manfred Burgsmüller                             | 22   |
| Fußball-Bundesliga 1980/81   | Manfred Burgsmüller                             | 27   |
| Fußball-Bundesliga 1979/80   | Manfred Burgsmüller                             | 20   |
| Fußball-Bundesliga 1978/79   | Manfred Burgsmüller                             | 15   |
| Fußball-Bundesliga 1977/78   | Manfred Burgsmüller                             | 20   |
| Fußball-Bundesliga 1976/77   | Manfred Burgsmüller                             | 14   |
| Fußball-Bundesliga 1971/72   | Jürgen Schütz                                   | 11   |
| Fußball-Bundesliga 1970/71   | Dieter Weinkauff                                | 8    |
| Fußball-Bundesliga 1969/70   | Werner Weist                                    | 19   |
| Fußball-Bundesliga 1968/69   | Lothar Emmerich                                 | 12   |
| Fußball-Bundesliga 1967/68   | Lothar Emmerich                                 | 18   |
| Fußball-Bundesliga 1966/67   | Lothar Emmerich                                 | 28   |
| Fußball-Bundesliga 1965/66   | Lothar Emmerich                                 | 31   |
| Fußball-Bundesliga 1964/65   | Timo Konietzka                                  | 22   |
| Fußball-Bundesliga 1963/64   | Timo Konietzka                                  | 20   |

Torschützenkönige in der Bundesliga
| Saison                     | Spieler                   | Tore |
| -------------------------- | ------------------------- | ---- |
| Fußball-Bundesliga 1965/66 | Lothar Emmerich           | 31   |
| Fußball-Bundesliga 1966/67 | Lothar Emmerich           | 28   |
| Fußball-Bundesliga 2001/02 | Márcio Amoroso            | 18   |
| Fußball-Bundesliga 2013/14 | Robert Lewandowski        | 20   |
| Fußball-Bundesliga 2016/17 | Pierre-Emerick Aubameyang | 31   |

## Zuschauerschnitt
Im Folgenden findet sich der Zuschauerschnitt des BVB beginnend mit den ersten Aufzeichnungen nach dem Zweiten Weltkrieg in der Saison 47/48. Zunächst spielte der BVB noch im Stadion Rote Erde, 1974 erfolgte der Umzug ins Westfalenstadion.
Die Übersicht ist wie folgt gegliedert:
- die gespielte Saison
- die gespielte Liga,
- der Zuschauerschnitt bei Borussia Dortmund
- der Zuschauerschnitt der entsprechenden Liga
- ggf. zu berücksichtigende Besonderheiten

| Saison       | Liga              | Schnitt beim BVB | Schnitt der Liga | Besonderheiten |
| ------------ | ----------------- | ---------------- | ---------------- | --- |
| Saison 23/24 | Bundesliga        | 81.305           | 39.512           | |
| Saison 22/23 | Bundesliga        | 80.426           | 40.740           | |
| Saison 21/22 | Bundesliga        | 41.800           | 22.329           | Aufgrund der COVID-19-Pandemie mussten dreizehn Heimspiele mit reduziertem Fassungsvermögen ausgetragen werden                                                            |
| Saison 20/21 | Bundesliga        | 7.033            | 3.487            | Aufgrund der COVID-19-Pandemie mussten vierzehn Heimspiele unter Ausschluss der Öffentlichkeit und 3 Heimspiele mit stark reduziertem Fassungsvermögen ausgetragen werden |
| Saison 19/20 | Bundesliga        | 57.297           | 29.781           | Aufgrund der COVID-19-Pandemie mussten fünf Heimspiele unter Ausschluss der Öffentlichkeit ausgetragen werden                                                             |
| Saison 18/19 | Bundesliga        | 80.820           | 43.458           | Höchster Zuschauerschnitt Europas |
| Saison 17/18 | Bundesliga        | 79.496           | 44.657           | Höchster Zuschauerschnitt Europas |
| Saison 16/17 | Bundesliga        | 79.712           | 41.514           | Höchster Zuschauerschnitt Europas |
| Saison 15/16 | Bundesliga        | 80.761           | 43.300           | Höchster Zuschauerschnitt Europas |
| Saison 14/15 | Bundesliga        | 80.055           | 43.539           | Höchster Zuschauerschnitt Europas |
| Saison 13/14 | Bundesliga        | 80.297           | 43.502           | Höchster Zuschauerschnitt Europas |
| Saison 12/13 | Bundesliga        | 80.482           | 42.612           | Höchster Zuschauerschnitt Europas |
| Saison 11/12 | Bundesliga        | 80.552           | 45.083           | Höchster Zuschauerschnitt Europas |
| Saison 10/11 | Bundesliga        | 79.151           | 42.657           | |
| Saison 09/10 | Bundesliga        | 77.284           | 41.802           | |
| Saison 08/09 | Bundesliga        | 74.851           | 41.904           | |
| Saison 07/08 | Bundesliga        | 72.510           | 39.435           | |
| Saison 06/07 | Bundesliga        | 72.782           | 39.957           | |
| Saison 05/06 | Bundesliga        | 72.658           | 40.775           | |
| Saison 04/05 | Bundesliga        | 77.235           | 37.806           | Kapazitätsverringerung für die WM |
| Saison 03/04 | Bundesliga        | 79.647           | 37.481           | Ausbau der Ecken |
| Saison 02/03 | Bundesliga        | 67.858           | 34.198           | |
| Saison 01/02 | Bundesliga        | 62.221           | 33.030           | |
| Saison 00/01 | Bundesliga        | 61.318           | 30.192           | |
| Saison 99/00 | Bundesliga        | 58.791           | 31.180           | |
| Saison 98/99 | Bundesliga        | 62.992           | 32.754           | Ausbau Süd- und Nordtribüne |
| Saison 97/98 | Bundesliga        | 52.274           | 32.995           | |
| Saison 96/97 | Bundesliga        | 51.516           | 30.859           | Fertigstellung Oberränge West & Ost |
| Saison 95/96 | Bundesliga        | 41.886           | 30.795           | Baubeginn Oberränge West und Ost |
| Saison 94/95 | Bundesliga        | 40.914           | 30.049           | |
| Saison 93/94 | Bundesliga        | 40.381           | 27.136           | |
| Saison 92/93 | Bundesliga        | 40.028           | 26.233           | Kapazitätsverringerung Umbau Nordtribüne |
| Saison 91/92 | Bundesliga        | 41.188           | 24.244           | |
| Saison 90/91 | Bundesliga        | 33.564           | 21.696           | |
| Saison 89/90 | Bundesliga        | 34.810           | 21.237           | |
| Saison 88/89 | Bundesliga        | 29.176           | 18.934           | |
| Saison 87/88 | Bundesliga        | 27.921           | 19.692           | |
| Saison 86/87 | Bundesliga        | 32.129           | 20.555           | |
| Saison 85/86 | Bundesliga        | 22.573           | 18.932           | |
| Saison 84/85 | Bundesliga        | 24.512           | 19.837           | |
| Saison 83/84 | Bundesliga        | 20.306           | 20.634           | |
| Saison 82/83 | Bundesliga        | 26.031           | 21.179           | |
| Saison 81/82 | Bundesliga        | 27.409           | 21.877           | |
| Saison 80/81 | Bundesliga        | 33.120           | 24.066           | |
| Saison 79/80 | Bundesliga        | 34.243           | 24.274           | |
| Saison 78/79 | Bundesliga        | 27.403           | 25.884           | |
| Saison 77/78 | Bundesliga        | 36.764           | 27.613           | |
| Saison 76/77 | Bundesliga        | 42.400           | 25.566           | |
| Saison 75/76 | 2. Bundesliga     | 26.800           | 6.396            | |
| Saison 74/75 | 2. Bundesliga     | 25.400           | 8.356            | Umzug ins Westfalenstadion |
| Saison 73/74 | Regionalliga West | 8.900            | N.N.             | |
| Saison 72/73 | Regionalliga West | 10.600           | N.N.             | |
| Saison 71/72 | Bundesliga        | 16.011           | 18.707           | |
| Saison 70/71 | Bundesliga        | 17.974           | 21.484           | |
| Saison 69/70 | Bundesliga        | 18.709           | 20.533           | |
| Saison 68/69 | Bundesliga        | 23.096           | 22.076           | |
| Saison 67/68 | Bundesliga        | 21.877           | 21.148           | |
| Saison 66/67 | Bundesliga        | 26.104           | 24.637           | |
| Saison 65/66 | Bundesliga        | 24.906           | 24.761           | |
| Saison 64/65 | Bundesliga        | 24.078           | 28.778           | |
| Saison 63/64 | Bundesliga        | 22.113           | 27.610           | |
| Saison 62/63 | Oberliga West     | 26.700           | N.N.             | |
| Saison 61/62 | Oberliga West     | 15.900           | N.N.             | |
| Saison 60/61 | Oberliga West     | 21.900           | N.N.             | |
| Saison 59/60 | Oberliga West     | 19.200           | N.N.             | |
| Saison 58/59 | Oberliga West     | 20.900           | N.N.             | |
| Saison 57/58 | Oberliga West     | 16.700           | N.N.             | |
| Saison 56/57 | Oberliga West     | 18.900           | N.N.             | |
| Saison 55/56 | Oberliga West     | 17.900           | N.N.             | |
| Saison 54/55 | Oberliga West     | 11.600           | N.N.             | |
| Saison 53/54 | Oberliga West     | 19.700           | N.N.             | |
| Saison 52/53 | Oberliga West     | 22.600           | N.N.             | |
| Saison 51/52 | Oberliga West     | 19.200           | N.N.             | |
| Saison 50/51 | Oberliga West     | 20.000           | N.N.             | |
| Saison 49/50 | Oberliga West     | 19.000           | N.N.             | |
| Saison 48/49 | Oberliga West     | 21.900           | N.N.             | |
| Saison 47/48 | Oberliga West     | 24.400           | N.N.             | |